# Vento

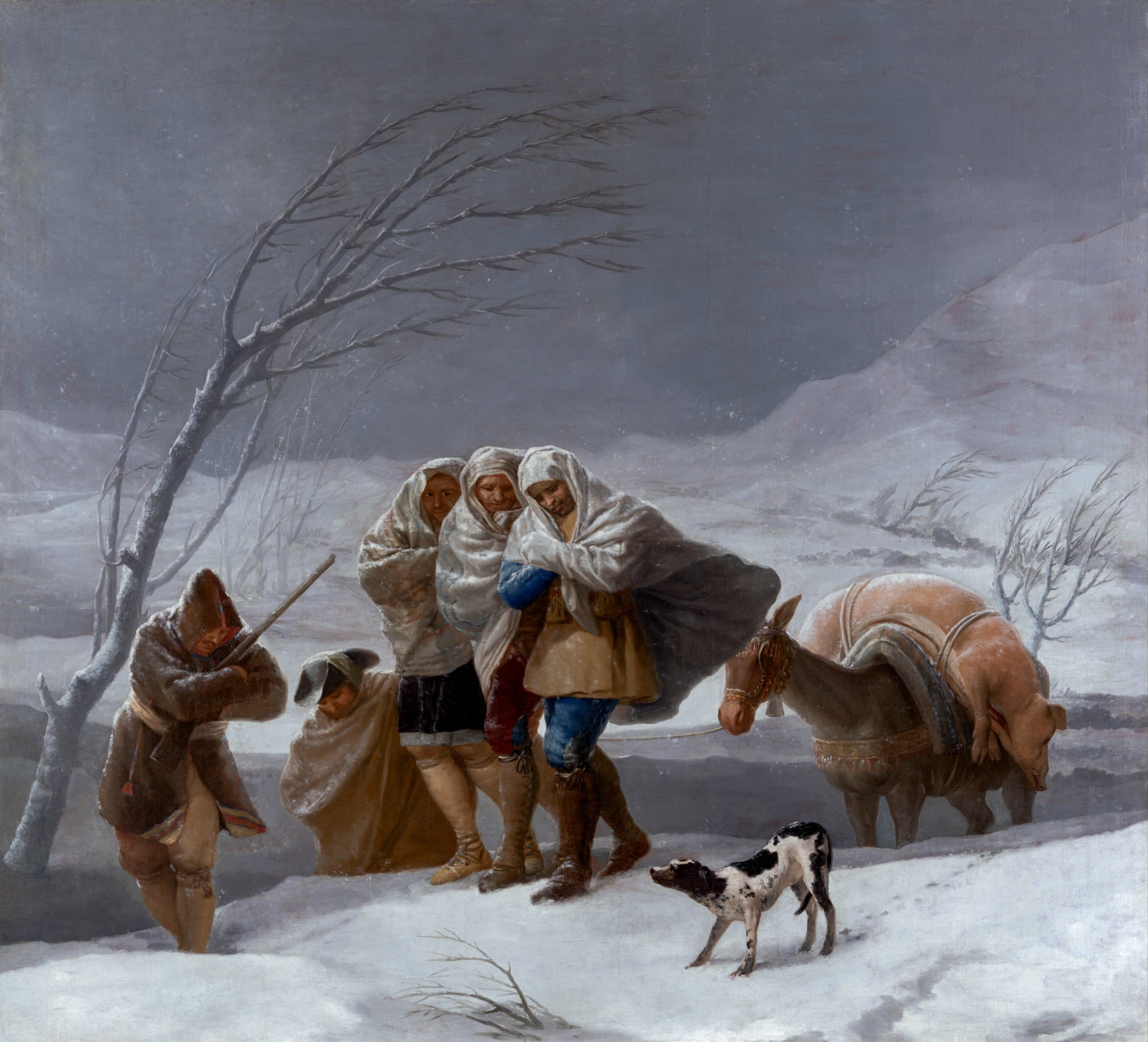
Ao longo da civilização humana, o vento inspirou a mitologia, influenciou eventos históricos e guerras, impulsionou meios de transporte e proporcionou uma fonte de energia para o trabalho mecânico, eletricidade e recreação

Vento é o fluxo de gases em grande escala. Na superfície da Terra, o vento consiste no movimento de ar em grande quantidade. No espaço sideral, o vento solar é o movimento através do espaço de gases e partículas carregadas emitidas pelo Sol, enquanto que o vento planetário é a desgaseificação de elementos químicos leves a partir da atmosfera de um planeta em direção ao espaço. Os ventos são geralmente classificados de acordo com a sua escala, rapidez, tipos de forças que os provocam, regiões em que ocorrem e com o seu efeito. Os ventos de maior intensidade observados no sistema solar ocorrem em Neptuno e Saturno. Os ventos têm várias características, entre as quais a sua velocidade, a densidade dos gases envolvidos e a sua energia eólica.
Em meteorologia, os ventos são muitas vezes classificados de acordo com a sua intensidade e direção em que se movimentam. Os ventos súbitos de curta duração e elevada velocidade são denominados lufadas ou rajadas. Os ventos fortes de duração intermédia (cerca de um minuto) são denominados borrascas ou também lufadas. Os ventos de longa duração (ver: escala de Beaufort) têm vários nomes de acordo com a sua intensidade média, como brisa, vento forte, ventania, tempestade ou furacão. O vento ocorre em diferentes escalas, desde grandes correntes de tempestade que duram dezenas de minutos, até brisas localizadas geradas pelo aquecimento da massa terrestre que duram algumas horas, até ventos globais que resultam das diferenças de absorção da energia solar entre as diferentes regiões climatéricas da Terra. As duas principais causas da circulação atmosférica de grande escala são as diferenças de temperatura entre o equador e os polos e a rotação do planeta, ou força de Coriolis. Nos trópicos, a circulação de depressões térmicas sobre o terreno e os grandes planaltos podem criar fenómenos de monção. Nas regiões costeiras, o ciclo entre a brisa marítima e terrestre pode criar ventos locais. Em áreas de relevo acentuado, os ventos podem ser dominados pelas brisas de montanha e de vale.
Ao longo da civilização humana, o vento inspirou a mitologia, influenciou eventos históricos e guerras, impulsionou meios de transporte e proporcionou uma fonte de energia para o trabalho mecânico, eletricidade e recreação. O vento impulsionou a era das Descobertas e as grandes viagens marítimas pelos oceanos. Os balões de ar quente utilizam o vento para deslocações curtas, enquanto as aeronaves tiram dele partido para reduzir o consumo de combustível. Em muitas regiões, os ventos dominantes têm vários nomes locais devido aos seu impacto significativo no quotidiano.
Os ventos são capazes de transformar a superfície terrestre através de erosão e sedimentação eólica, dando origem a solos férteis para a agricultura. O vento é capaz de transportar ao longo de grandes distâncias a poeira dos grandes desertos e as sementes de várias plantas, o que é fundamental para a sobrevivência de algumas espécies e das populações de insetos. O vento também influencia a propagação de incêndios florestais. Quando associado a baixas temperaturas, o vento tem um impacto negativo no gado, afetando as reservas alimentares e as estratégias de caça e defesa dos animais.  As áreas de cisalhamento de vento provocadas pelos fenómenos meteorológicos podem provocar situações perigosas para a aviação e os ventos fortes podem destruir ou danificar árvores e estruturas.

## Definição

### Causas

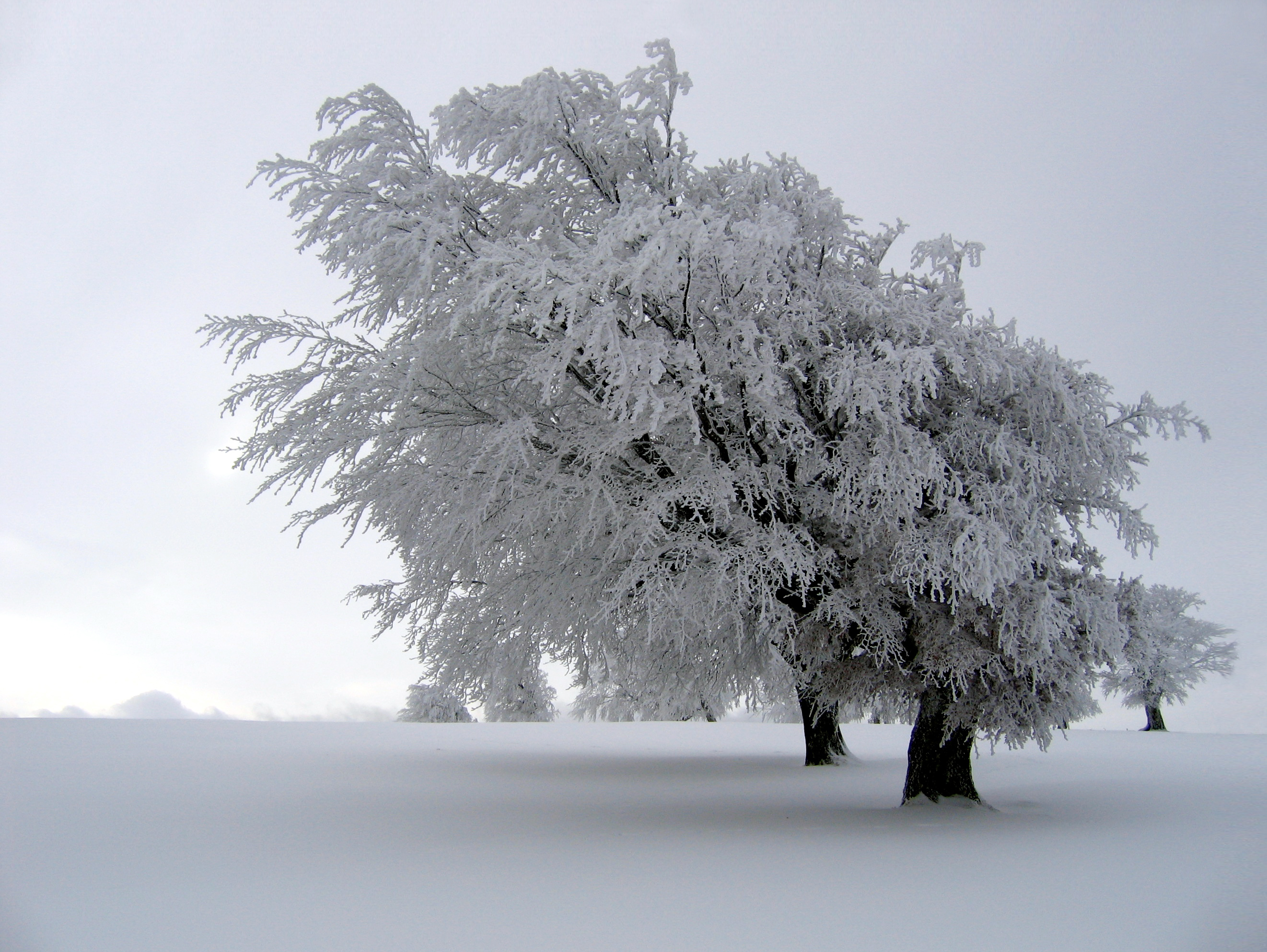
O vento é causado por diferenças na pressão atmosférica, deslocando-se da área de maior pressão para a área de menor pressão. Estas diferenças são o resultado do aquecimento heterogéneo da atmosfera

O vento é a deslocação de gases atmosféricos em grande escala causada por diferenças na pressão atmosférica. Quando uma região da Terra aquece, a pressão atmosférica nessa região diminui e o ar eleva-se. Isto cria uma diferença na pressão atmosférica, fazendo com que o ar envolvente, mais frio, se desloque da área de maior pressão (anticiclónica) para a área de menor pressão (ciclónica). Uma vez que a Terra se encontra em rotação o ar é também deslocado pela força de Coriolis, exceto exatamente na linha do equador. Em termos globais, os dois principais fatores dos padrões de vento em grande escala (a circulação atmosférica) são a diferença de temperatura entre o equador e os polos (a diferença de absorção de energia solar que provoca forças de impulsão) e a rotação do planeta. Fora dos trópicos e nas camadas superiores da atmosfera, os ventos de grande escala tendem a aproximar-se do equilíbrio geostrófico. Perto da superfície terrestre, o atrito faz diminuir a velocidade do vento e faz com que os ventos soprem mais para o interior das áreas de baixas pressões. Uma teoria nova e controversa sugere que os gradientes atmosféricos são causados pela condensação de água induzida pelas florestas, o que provoca um ciclo de retroalimentação positiva em que as florestas atraem ar húmido a partir da costa marítima.

### Terminologia
O "vento geostrófico" é o resultado do equilíbrio entre a força de Coriolis e a força do gradiente de pressão. Desloca-se paralelamente às linhas isobáricas e aproxima-se da corrente de ar acima da camada limite atmosférica a altitudes intermédias. O "vento térmico" é a diferença no vento geostrófico entre dois níveis atmosféricos, e existe apenas numa atmosfera com gradientes térmicos horizontais. O "vento ageostrófico" é a diferença entre o vento geostrófico e o vento real, a qual é responsável pelo ar que vai preenchendo os ciclones ao longo do tempo. O "vento gradiente" é semelhante ao vento geostrófico, mas também inclui a força centrífuga.
Os ventos catabáticos são ventos de montanha que sopram ao longo das encostas em direção aos vales e planícies no sopé. Existem diversos nomes para os ventos catabáticos no mundo, dependendo da localização e de como se formam. Os ventos catabáticos secos e quentes, como o vento Föhn sopram no lado da montanha abrigado do vento dominante no caminho de uma depressão. Os ventos catabáticos frescos e geralmente secos, como o bora, são provocados pela descida do ar frio e denso do topo. Quando a encosta é aquecida pelo sol, a brisa de montanha para, muda de direção e começa a soprar em direção ao topo. Estes ventos são conhecidos como ventos anabáticos.
À medida que uma pessoa ou um veículo se descola, o vento percecionado nessa deslocação pode ser diferente do vento gerado pelas condições meteorológicas. Esta diferença tem consequências importantes. Neste contexto, distingue-se o vento real, o vento relativo e o vento aparente. O "vento real" é o vento que é sentido por um observador imóvel e consiste unicamente no ar que se desloca à sua volta. A sua direção e força podem ser medidos com um instrumento fixo e correspondem aos valores anunciados nos boletins meteorológicos. O sufixo "real" é utilizado no contexto da aviação e navegação para distinguir este vento de outras componentes do vento criadas pela velocidade (o vento aparente e o vento relativo). O "vento relativo" é o vento gerado pela deslocação do observador, sendo de igual intensidade e direção, mas sentido oposto, à velocidade relativa a que se desloca. É, por exemplo, o vento sentido num passeio de bicicleta quando não existe vento real. O "vento aparente" é o vento percecionado pelo observador em movimento e corresponde à soma vetorial do vento real e do vento relativo. Este termo é usado sobretudo na navegação à vela, em que o vento que impulsiona a vela depende não só da velocidade do vento real, mas também da própria velocidade do barco.

## Ventos constantes
Existem três conjuntos de ventos constantes que dominam a circulação atmosférica na Terra: os alísios, os ventos de oeste e os ventos polares de este. Os alísios sopram de este e dominam as correntes que atravessam os trópicos da Terra em direção ao equador. Os ventos do oeste sopram de oeste e dominam as latitudes intermédias, entre os 35 e 60 graus. Os ventos polares sopram de este e dominam as regiões polares acima dos 60 graus de latitude. Os ventos são menos intensos perto da latitude da crista subtropical, onde a humidade relativa da massa de ar é menor. Os ventos mais intensos sopram nas latitudes intermédias, onde o ar frio polar se encontra com o ar quente tropical.

### Alísios

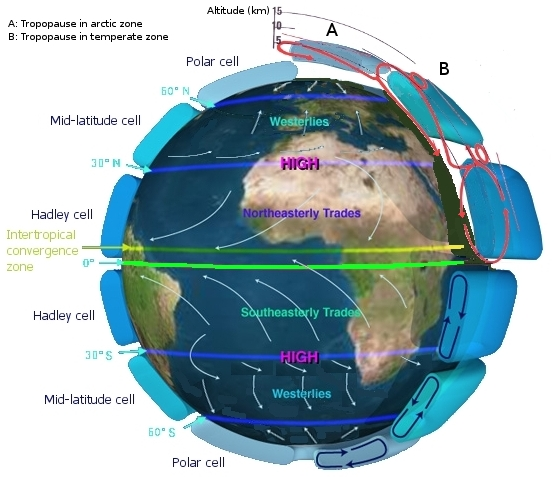
Esquema da circulação atmosférica geral da Terra, dividida em três grandes células em cada hemisfério: a célula de Hadley, entre os 0 e 30° de latitude e onde ocorrem os ventos alísios; a célula de Ferrel, entre os 30 e 60° de latitude e onde ocorrem os ventos do oeste; e a célula polar, acima dos 60º onde ocorrem os ventos polares de este

Os ventos alísios são os ventos predominantes nos trópicos. Estes ventos deslocam-se nas camadas inferiores da troposfera junto à superfície terrestre. Os alísios sopram predominantemente a partir de nordeste no hemisfério Norte e de sudeste no hemisfério Sul, das regiões tropicais em direção ao equador, e são mais fortes durante o inverno. Estes ventos orientam a deslocação dos furacões tropicais que se formam nos oceanos Atlântico, Pacífico e Índico e se dirigem, respetivamente, para a América do Norte, Sudeste Asiático e África Ocidental. Transportam também a poeira dos desertos africanos através do Atlântico em direção ao mar das Caraíbas e parte da América do Norte. No esquema de circulação de ar da célula de Hadley, os alísios próximos da superfície sopram em direção ao equador, enquanto que os ventos por cima deles sopram em direção aos polos. Estes ventos denominam-se contra-alísios e situam-se a mais de 3 000 m de altura.
Os alísios do norte e do sul encontram-se numa zona envolvente ao equador denominada zona de convergência intertropical. Quando está situada numa região de monção, esta zona de baixas pressões e convergência de ventos denomina-se cavado de monção. Em ambos os hemisférios, por volta dos 30° de latitude o ar começa a descer em direção à superfície. Estas zonas são denominadas altas subtropicais. O ar que desce é relativamente seco porque, à medida que desce, a temperatura aumenta mas a humidade absoluta mantém-se constante, o que reduz a humidade relativa da massa de ar. À medida que atravessam as regiões tropicais em direção ao equador e recebem cada vez mais radiação solar direta, a massa de ar dos alísios vai ficando progressivamente mais quente. Os ventos que se formam sobre os continentes são mais secos e quentes do que os que se formam sobre os oceanos. A única região na Terra onde não ocorrem ventos alísios é no norte do oceano Índico.

### Ventos do oeste

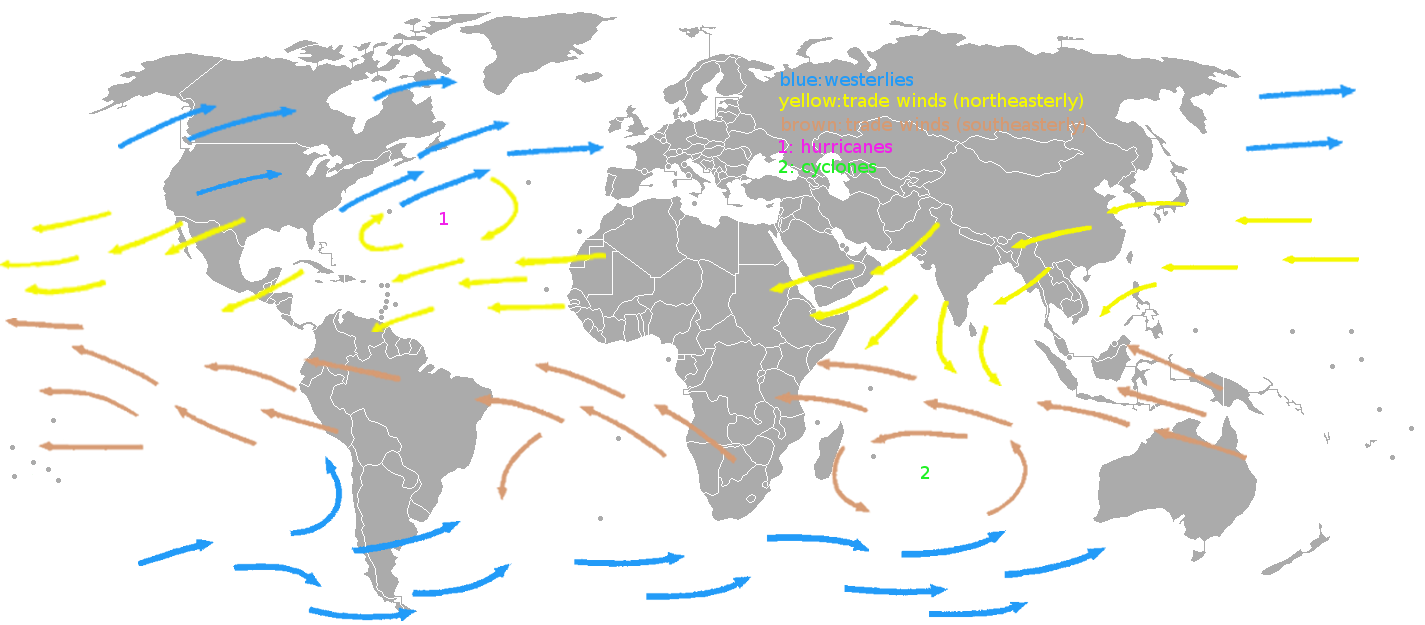
Ventos dominantes na atmosfera terrestre. A amarelo: os alísios, que sopram de este e dominam as regiões tropicais. A azul: os ventos do oeste, dominantes nas latitudes intermédias, entre os 35 e 65 graus

Os ventos do oeste ou contra-alísios são os ventos dominantes nas latitudes intermédias, entre os 35 e 65 graus de latitude. No hemisfério norte, estes ventos sopram predominantemente a partir de sudoeste em direção ao equador, enquanto no hemisfério sul sopram predominantemente a partir de noroeste, também em direção ao equador. São mais fortes durante o inverno, quando a pressão atmosférica nos polos é menor, e mais fracos durante o verão, quando a pressão nos polos é maior. Esta variação de intensidade deve-se ao ciclone polar. No inverno, à medida que a pressão atmosférica nos polos vai diminuindo e o ciclone atinge a sua intensidade máxima, os ventos de oeste aumentam de intensidade. À medida que o ciclone fica mais fraco durante o verão, os ventos de oeste diminuem também de intensidade. Este aumento de velocidade dos ventos de oeste provoca a subida da temperatura nas latitudes intermédias. Quando a pressão é menor, o ar fresco dos polos desloca-se em direção ao equador, o que arrefece as latitudes intermédias. Os ventos do oeste podem ser especialmente fortes no hemisfério sul, onde a menor quantidade de massa terrestre amplifica o fluxo de ar. Os ventos mais fortes nas latitudes intermédias situam-se nas proximidades de uma faixa conhecida como Roaring Forties, entre os 40 e 50 graus de latitude a sul do equador.
Os ventos do oeste têm um papel importante ao transportar os ventos e águas quentes equatoriais para as costas ocidentais dos continentes e em direção às regiões polares. Devido aos ventos persistentes de oeste, nas fronteiras polares das altas subtropicais do Atlântico e do Pacífico as correntes oceânicas são conduzidas de forma semelhante em ambos os hemisférios.  Devido à diferença de força entre os ventos de oeste nos dois hemisférios, as correntes oceânicas do hemisfério norte são mais fracas do que as do hemisfério sul.

### Ventos polares de este
Os ventos polares ocorrem nas células polares e são ventos prevalentes frios e secos que sopram dos planaltos polares norte e sul em direção às regiões de baixa pressão nas latitudes dos ventos do oeste. Ao contrário dos ventos do oeste, estes ventos prevalentes sopram de este em direção a oeste e são muitas vezes fracos e irregulares. Devido ao menor ângulo de incidência solar, o ar frio acumula-se nos polos e cria áreas de elevada pressão na superfície, o que força o ar a deslocar-se em direção ao equador.

## Ventos periódicos
As brisas e as monções são ventos periódicos que sopram alternadamente numa direção e na direção inversa. Este tipo de ventos forma-se devido às diferenças entre o aquecimento dos oceanos e dos continentes.

### Monção

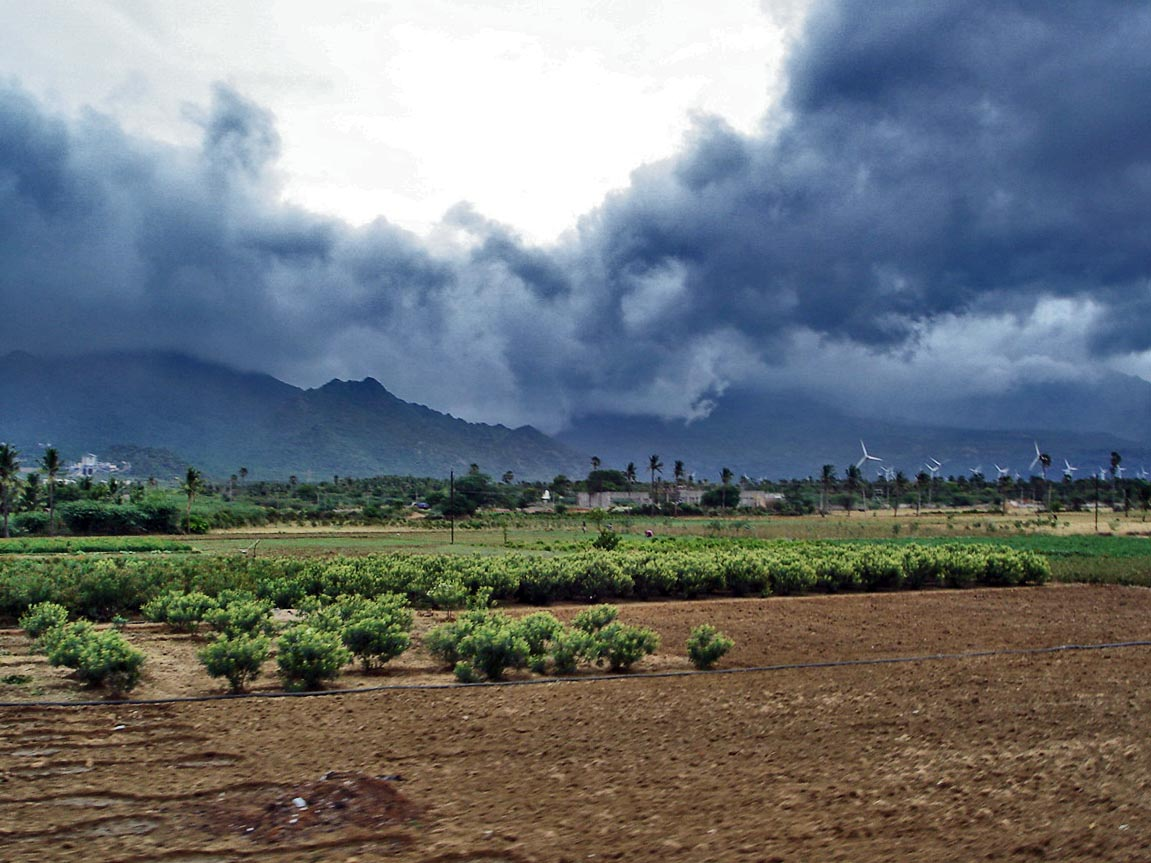
Aproximação de nuvens de monção na Índia. As monções são ventos periódicos que, na estação quente, sopram do mar em direção a terra e provocam o aumento significativo da quantidade de chuva

Uma monção é um vento periódico acompanhado por alterações de precipitação que, na estação quente, sopra do mar em direção a terra – monção marítima, húmida e chuvosa – e, na estação fria, sopra de terra em direção ao mar – monção terrestre e seca. Estes ventos têm a duração de vários meses e são causados pelo aquecimento assimétrico entre a terra e o mar. Na maior parte das monções da estação quente, os ventos dominantes sopram de oeste e têm tendência a subir e provocar quantidades significativas de chuva, devido à condensação de vapor no ar em ascensão. No entanto, a intensidade e duração das chuvas não é uniforme de ano para ano. Por outro lado, nas monções de inverno os ventos dominantes sopram de este e têm tendência a divergir, diminuir de intensidade e provocar secas.
Os principais sistemas de monção no mundo são as monções africana, asiática e australiana. O termo foi inicialmente usado na Índia, Bangladexe, Paquistão e países vizinhos para descrever os grandes ventos sazonais que sopravam de sudoeste a partir do oceano Índico e do mar Arábico e que levavam chuva intensa para a região. A progressão das monções em direção aos polos é acelerada pelo desenvolvimento de uma depressão térmica nos continentes asiático, africano e norte-americano durante os meses de maio a julho, e no continente australiano em dezembro.

### Brisa costeira

Regime de brisa nas regiões costeiras: durante o dia, o sol aquece o mar mais lentamente do que a terra, fazendo com que o ar fresco se desloque em direção a terra

Em regiões costeiras, as brisas marítimas e terrestres podem influenciar significativamente os ventos dominantes de determinada localidade. Como a água tem maior capacidade térmica do que a terra, o sol aquece o mar mais lentamente do que o terreno da costa. À medida que a temperatura da superfície do terreno aumenta, o ar por cima dela é aquecido através de condução térmica. Este ar quente é menos denso do que a envolvente, o que faz com que suba. Isto causa um gradiente de pressão de cerca de 2 milibars entre o oceano e a terra. O ar fresco por cima do mar, que agora tem maior pressão, desloca-se em direção a terra, o que cria uma brisa fresca junto à costa. Quando os ventos de grande escala estão calmos, a força da brisa marítima é diretamente proporcional à diferença entre de temperatura entre a terra e o mar. No entanto, se existir vento costeiro superior a 8 nós (15 km/h) é pouco provável que se forme uma brisa marítima.
Durante a noite a terra arrefece mais rapidamente do que o mar devido às diferenças de capacidade térmica. Esta alteração na temperatura faz com que a brisa marítima diurna se dissipe. Quando a temperatura do ar em terra se torna menor que a do mar e, consequentemente, a pressão atmosférica no mar se torna menor do que a da terra, forma-se uma brisa terrestre, desde que não existam ventos que a ela se oponham.

## Ventos locais

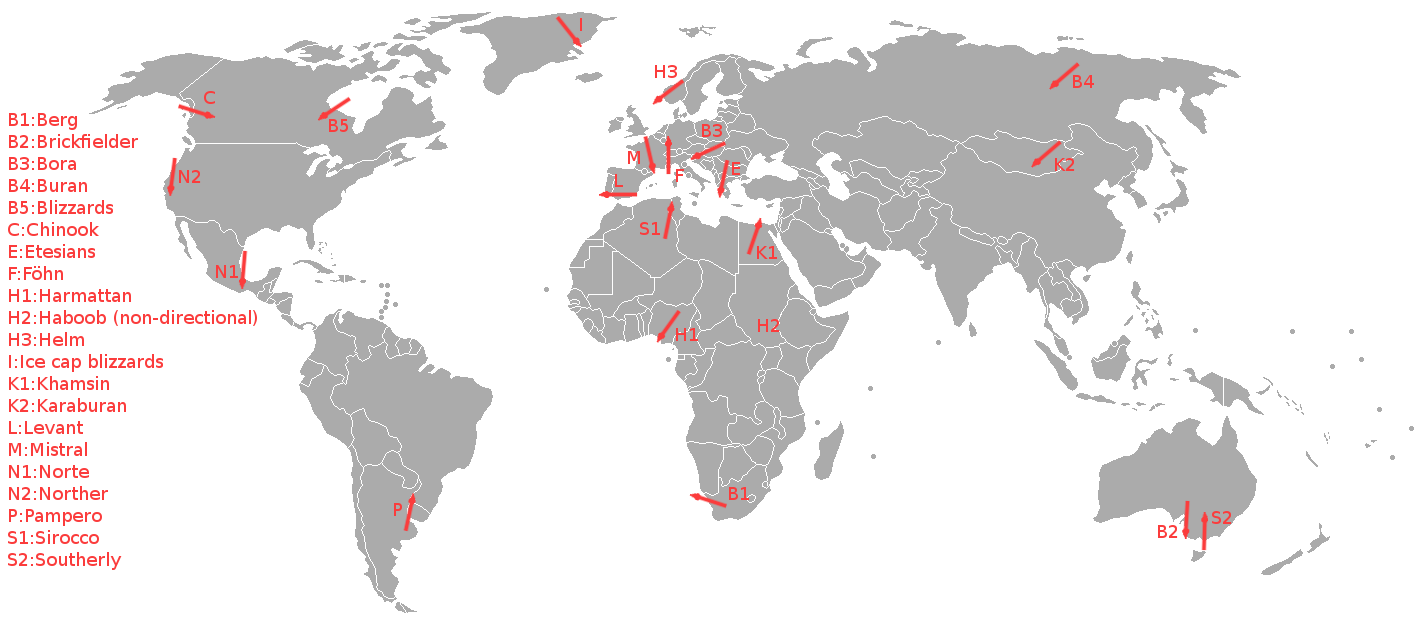
Principais ventos locais no mundo. Os ventos locais são criados por condicionantes no terreno ou relevo de montanha

Os ventos locais são bastante influenciados pelos elementos de paisagem de superfície, principalmente pelo relevo, florestas, bosques, savanas e edifícios. As árvores têm impacto direto nos ventos e na turbulência do ar, e indireto na deposição de poeiras, na temperatura, na evaporação, na mistura da coluna de ar e na regularidade do vento, o que é determinante, por exemplo, para a instalação de parques eólicos. As florestas e os desertos podem diminuir ou aumentar, respetivamente, a velocidade do vento entre 5 e 15%.

### Ventos de montanha

Esquema das ondas de montanha. O vento que sopra em direção a uma montanha produz uma primeira oscilação (A). A segunda onda dá-se mais longe e mais alto. No topo das ondas formam-se nuvens lenticulares

Em terrenos de elevada altitude, o aquecimento do terreno é superior ao do ar envolvente à mesma altitude, o que cria uma depressão térmica sobre o terreno. Em áreas de topografia acidentada, a circulação de vento entre a montanha e o vale é o fator que mais contribui para os ventos prevalentes. As colinas e os vales distorcem substancialmente o fluxo de ar, ao aumentar o atrito entre a atmosfera e a terra. Bloqueado pelas montanhas, o vento é defletido paralelamente à topografia, criando uma corrente de jato. Esta corrente é capaz de aumentar a força de ventos fracos até 45%. A geometria do relevo também altera a direção do vento.
Quando existe um passo na cadeia montanhosa, os ventos atravessam-no a uma velocidade considerável devido ao Princípio de Bernoulli, que descreve a relação inversa entre velocidade e pressão. Depois de o atravessar, a corrente de ar pode continuar turbulenta e errática à medida que desce até terreno plano. Estas condições constituem um perigo para as aeronaves que aterram ou descolam. Estes ventos frescos que aceleram por entre os passos de montanha têm vários nomes regionais, como o bora, tramontana ou mistral. Quando estes ventos sopram sobre o mar, aumentam a agitação das camadas superiores, o que transporta as águas ricas em nutrientes para a superfície e potencia a vida marinha.
Em regiões montanhosas, a intensidade da distorção local da corrente de ar é maior. O terreno irregular produz turbulência e padrões de correntes imprevisíveis, como as ondas estacionárias, que podem ser sobrepostas por nuvens lenticulares. À medida que o ar se desloca sobre montanhas e velas, formam-se fortes correntes ascendentes e descendentes e turbilhões. A precipitação orográfica geralmente ocorre no lado da montanha exposto ao vento. É causada pelo aumento em larga escala do movimento do ar húmido em circulação do lado de onde sopra o vento, o que provoca o arrefecimento adiabático e condensação dessa humidade. Nas regiões montanhosas sujeitas a ventos frequentes, geralmente o lado exposto ao vento apresenta um clima mais húmido em relação ao lado abrigado do vento, um fenómeno que se denomina sombra de chuva. Os ventos descendentes, como o Föhn, são quentes e secos.

## Fenómenos meteorológicos
No caso de nuvens convectivas, como acontece nas trovoadas, não é a diferença de pressão que determina a direção do vento, mas sim a instabilidade do ar. A precipitação e a injeção de ar frio e seco nos níveis intermédios da atmosfera fazem com que as nuvens sejam pressionadas em direção ao solo, o que cria ventos descendentes que formam frentes localizadas de rajada.

### Tornado

Tornado de intensidade F5 em Manitoba em 2007

Um tornado é uma coluna de ar em rotação em contacto simultâneo com a superfície da terra e a base de nuvens do tipo cúmulo-nimbos ou, em casos raros, cúmulos. Os tornados são de dimensão variável e geralmente formam um funil de condensação cuja extremidade inferior está em contacto com a superfície e é envolta por uma nuvem de poeira e detritos. Em média, as velocidades de vento dos tornados oscilam entre os 64 e os 180 km/h e percorrem vários quilómetros antes de se dissiparem. Em casos raros, podem atingir velocidades de vento de mais de 480 km/h e manter contacto com a superfície ao longo de mais de 100 km. Um tornado pode constituir um perigo para seres humanos e para edificações. Embora sejam um dos mais destrutivos fenómenos meteorológicos, os tornados têm uma duração muito curta. Mesmo os de maior duração geralmente não ultrapassam uma hora, embora haja casos registados de duas horas ou mais.

### Downburst

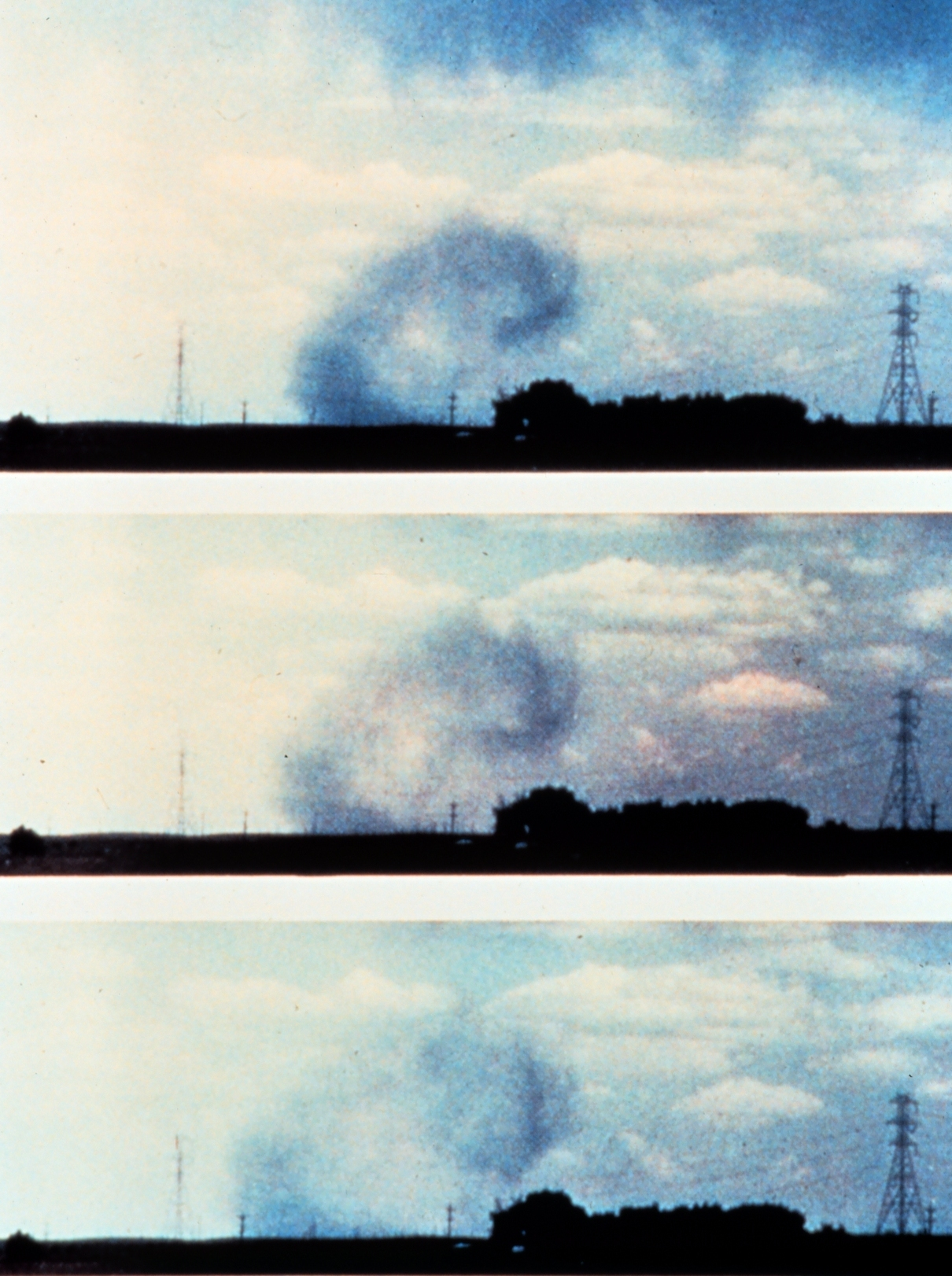
Nos microbursts o ar desloca-se rapidamente em direção ao solo e espalha-se em todas as direções, produzindo ventos de elevada intensidade e perigosidade

Os ventos de downburst são um fenómeno meteorológico que se forma no interior de trovoadas quando ocorre acumulação suficiente de ar arrefecido pela chuva. Ao contrário dos ventos num tornado, os ventos de um downburst não são rotativos. O ar arrefecido, ao descer rapidamente e atingir o solo, espalha-se em todas as direções e produz ventos de grande intensidade. Os downbursts secos estão associados a trovoadas com muito pouca chuva, enquanto os downbursts húmidos são gerados por trovoadas com grande quantidade de chuva. Os microbursts são downbursts muito pequenos com ventos que se prolongam até 4 km do ponto de impacto, enquanto que os ventos dos macrobursts se prolongam por mais de 4 km. Os derechos são formas de ventos downburst mais fortes caracterizados por tempestades de vento em linha reta. Os downbursts criam cisalhamento do vento e microbursts, os quais são bastante perigosos para a aviação, podem produzir ventos fortes de 5 a 30 minutos de duração, com velocidades até 75 m/s, e causar estragos semelhantes aos tornados. Os downbursts também ocorrem com muito mais frequência que os tornados.

### Linha de instabilidade
Uma linha de instabilidade é uma linha de trovoadas severas que se pode formar ao longo de uma frente fria. Estes fenómenos são geralmente caracterizados por elevada precipitação, granizo, raios frequentes, ventos de elevada intensidade em linha reta e, possibilidade de tornados ou trombas de água. Com a exceção dos tornados, os ventos que causam mais estragos têm origem nas linhas de instabilidade.

### Ciclones

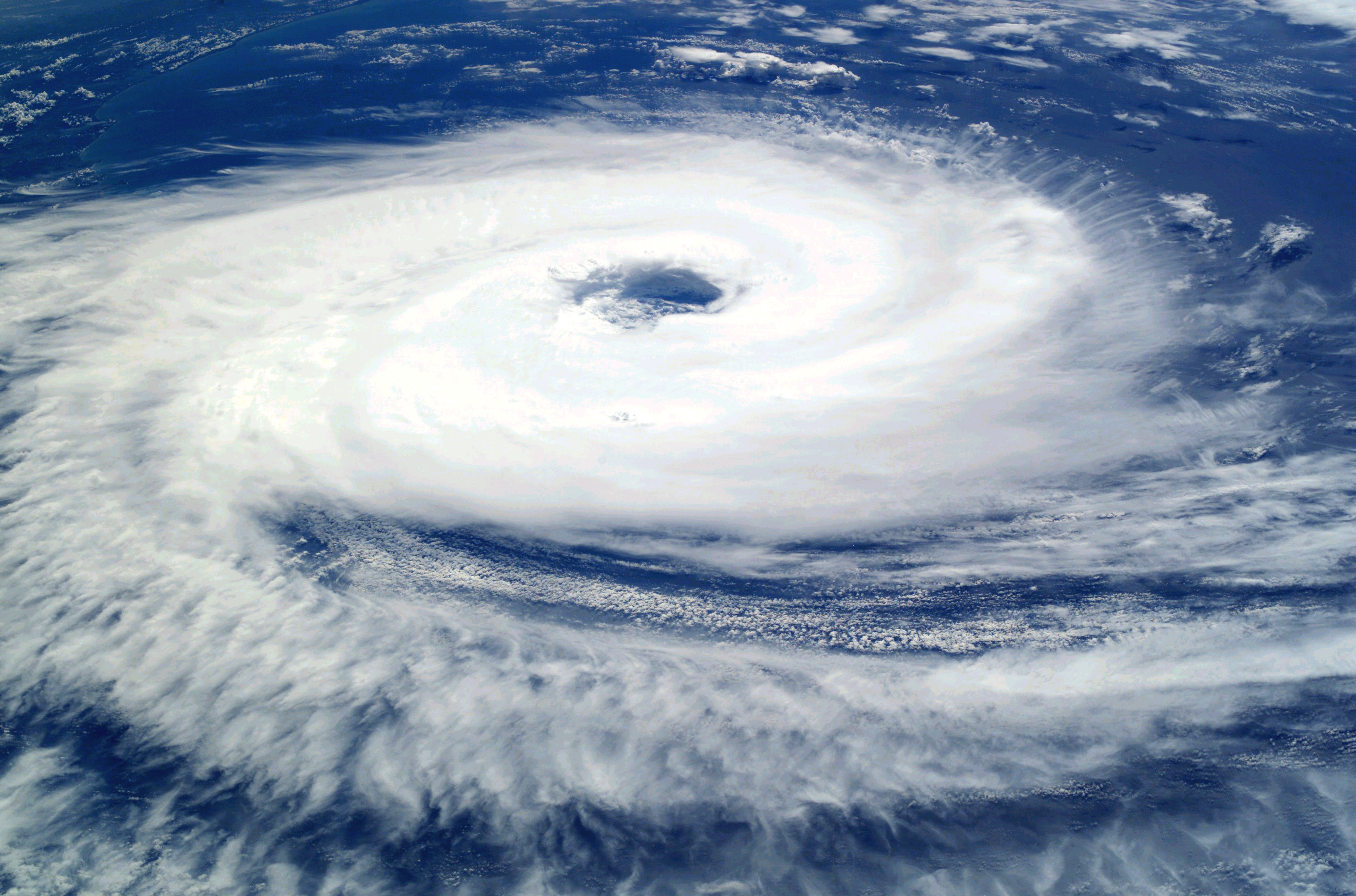
Ciclone tropical Catarina em 2004 com ventos de 176 km/h de velocidade

Os ciclones tropicais, ou tufões, podem causar ventos de intensidade muito elevada. Estes ventos são capazes de provocar prejuízos na vida marinha na superfície ou perto da superfície da água, como é o caso dos recifes de coral. Os ciclones extra-tropicais mais severos estão na origem das tempestades de vento europeias que se desenvolvem a partir de ventos no Atlântico Norte. Estas tempestades ocorrem principalmente no outono e no inverno.

### Tempestades de areia
Uma tempestade de areia é uma forma pouco comum de tempestade de vento caracterizada pela existência de grande quantidade de areia ou partículas de poeira transportadas pelo vento. As tempestades de poeira apresentam numerosos riscos. Devido à visibilidade reduzida, aumenta o risco de colisões entre veículos ou aeronaves. As partículas podem também diminuir a quantidade de oxigénio absorvida pelos pulmões, podendo provocar asfixia, ou provocar lesões nos olhos devido a abrasão.

### Cisalhamento

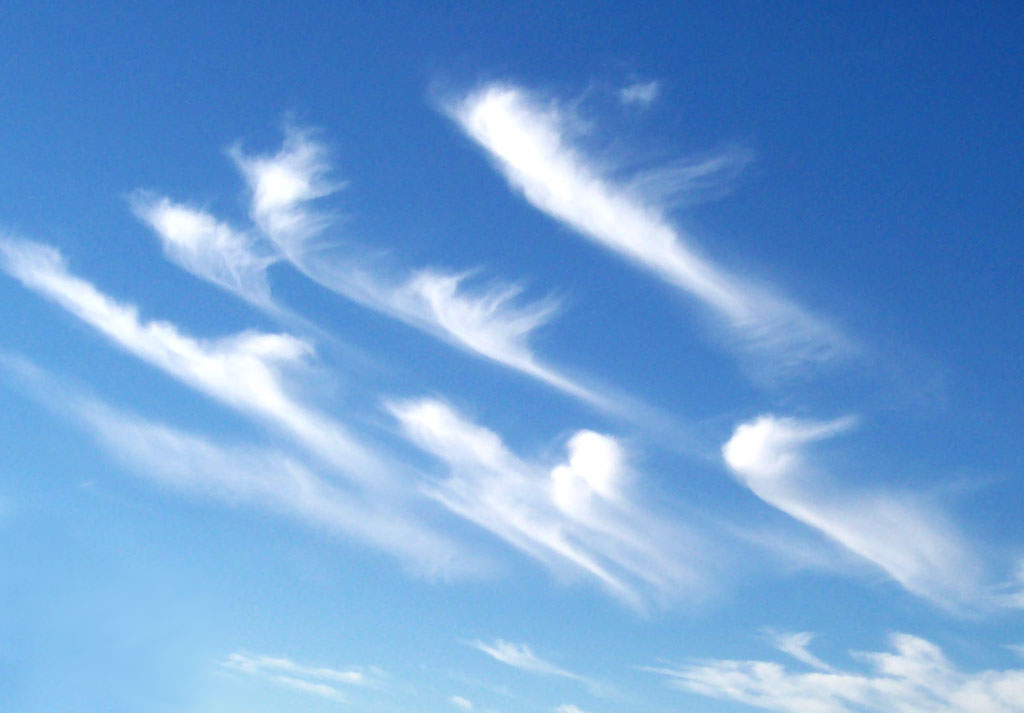
Plumas de cristais de gelo de cirrus uncinus em que se observa as rápidas alterações de velocidade e direção provocadas pelo cisalhamento do vento

O cisalhamento do vento, ou gradiente de vento, é uma súbita alteração na velocidade e direção do vento ao longo de um período relativamente curto de tempo e de espaço. O cisalhamento do vento pode ser dividido nas componentes vertical e horizontal. O cisalhamento horizontal ocorre nas frentes de ar junto à costa, enquanto que o cisalhamento vertical ocorre perto da superfície, embora também possa ocorrer nas camadas superiores da atmosfera perto das correntes de jato. A ocorrência de cisalhamento é comum perto de microbursts e downbursts provocados por tempestades de trovoada, frentes de ar, áreas de correntes de jato de baixa intensidade, montanhas, edifícios, aerogeradores, e barcos à vela.
O cisalhamento, tanto vertical como horizontal, tem um impacto significativo durante a aterragem e descolagem de aeronaves e pode provocar a perda súbita de velocidade, o que tem consequências potencialmente desastrosas. Para além de também interferir com o movimento do som, o cisalhamento vertical intenso na troposfera pode inibir o desenvolvimento de ciclones tropicais.

## Influência na natureza
Em climas áridos, a principal fonte de erosão é o vento. A circulação geral da atmosfera transporta partículas de poeira de pequena dimensão sobre os oceanos e ao longo de milhares de quilómetros em relação à sua origem. Os insetos migratórios são transportados pelos ventos predominantes, enquanto que as aves tiram partido das condições do vento de modo a voar ou planar.

### Erosão eólica

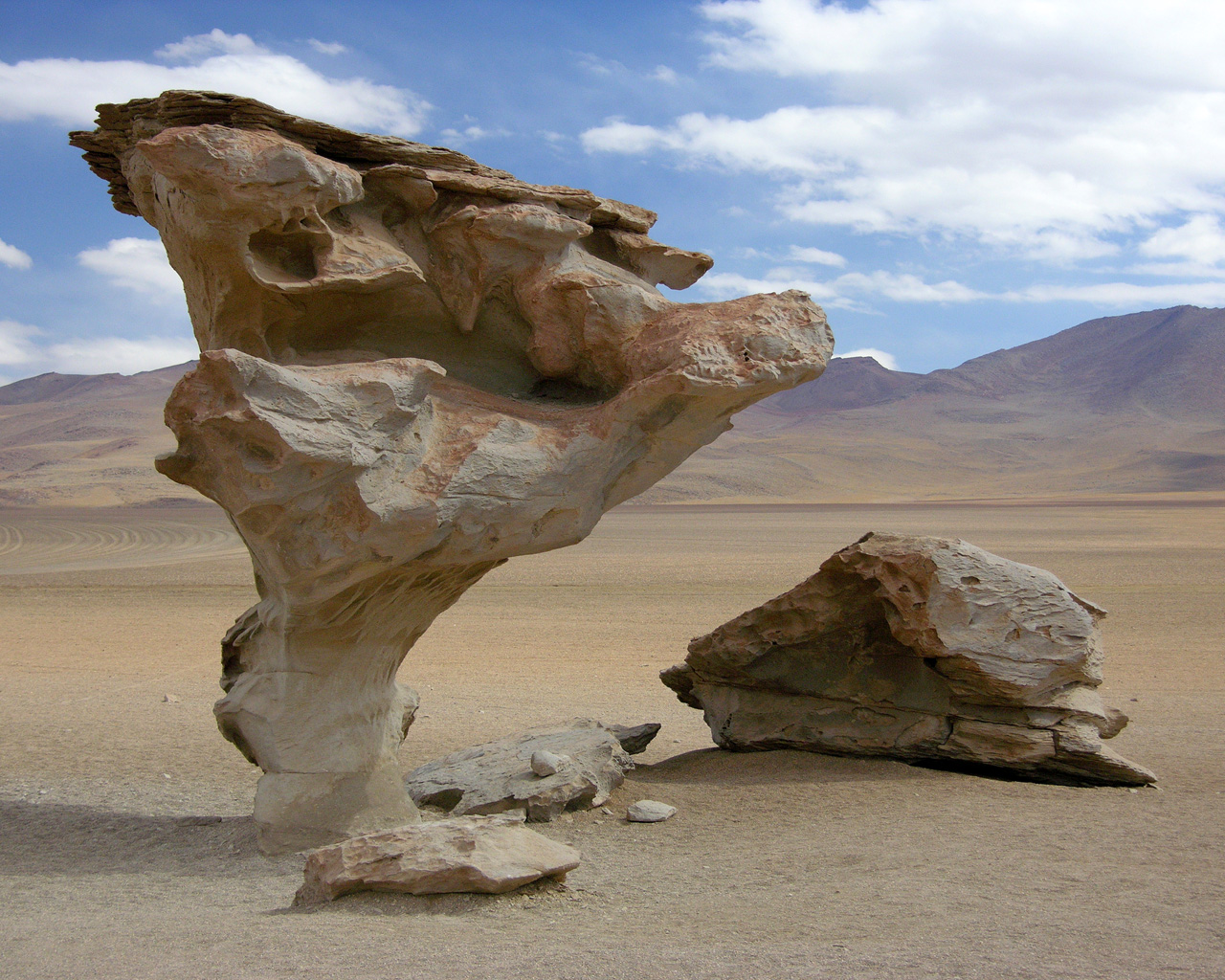
Formação rochosa no planalto andino da Bolívia, esculpida pela erosão do vento

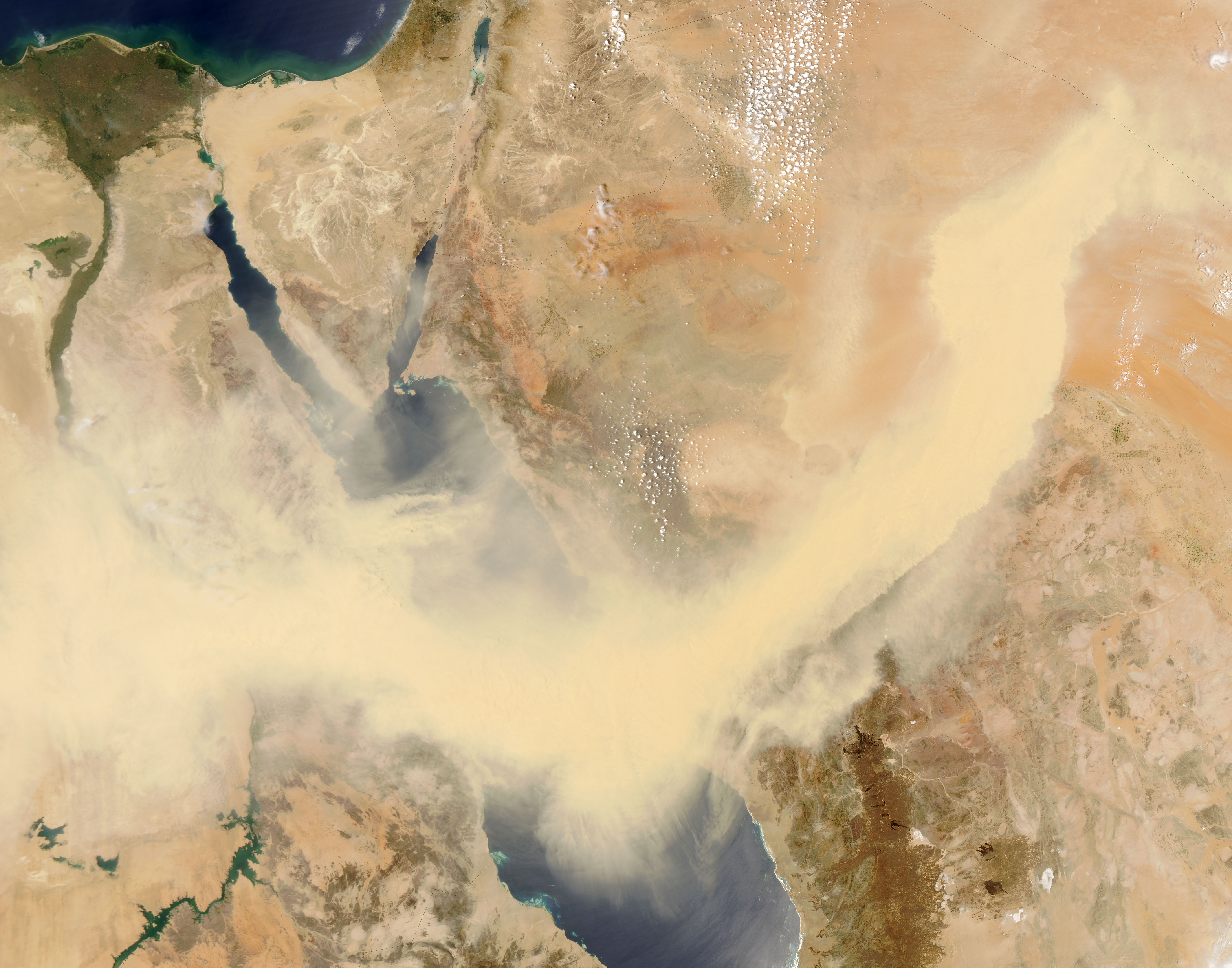
Transporte de poeira do deserto do Sara pelo vento através do mar Vermelho

A erosão pode ser o resultado da movimentação de materiais provocada pelo vento. Existem dois processos principais. Em primeiro, o vento provoca o levantamento de pequenas partículas ou detritos rochosos que são transportados para outra região. Isto é denominado deflação. Em segundo, estas partículas em suspensão podem embater contra objetos sólidos, o que causa erosão através de abrasão. A erosão eólica ocorre geralmente em áreas com pouca ou nenhuma vegetação e, na maior parte dos casos, em áreas onde a pluviosidade é insuficiente para permitir vegetação. Por exemplo, na formação de dunas de areia numa praia ou no deserto.
As tempestades de poeira afetam as plantações, pessoas, centros urbanos e até mesmo o clima. Existem várias denominações locais para os ventos associados com o transporte de sedimentos e tempestades de areia e de poeira. O vento Calima transporta poeira do deserto do Sara para as ilhas Canárias. O harmatão transporta poeira durante o inverno para o golfo da Guiné. O siroco transporta poeira do norte de África para o sul da Europa devido ao movimento dos ciclones extratropicais ao longo do mar Mediterrâneo. O khamsin é um vento provocado pelos sistemas de tempestade primaveris em movimento na parte oriental do Mediterrâneo, que fazem com que a poeira se desloque através do Egito e da península arábica. O shamal é provocado por frentes frias que levantam poeira para a atmosfera durante vários dias consecutivos e que afetam vários países do golfo Pérsico.
Os sedimentos fluviais transportados pelo vento dão origem a depósitos de um sedimento fino denominado loesse. É um inerte homogéneo, geralmente sem estratificação, poroso, friável, muitas vezes calcário, fino, limoso e de tom amarelado. Este sedimento geralmente ocorre na forma de um manto de grande dimensão que cobre áreas de centenas de quilómetros quadrados e dezenas de metros de espessura, frequentemente em encostas verticais ou de grande inclinação. O loesse tende a desenvolver-se em solos ricos. Sob condições climatéricas favoráveis, as áreas de loesse estão entre as mais férteis no mundo para a prática de agricultura. Uma vez que os depósitos de loesse são geologicamente instáveis por natureza e sofrem erosão muito rapidamente, é frequente os agricultores plantarem elementos de resistência à ação do vento, como árvores.

### Influência nas plantas

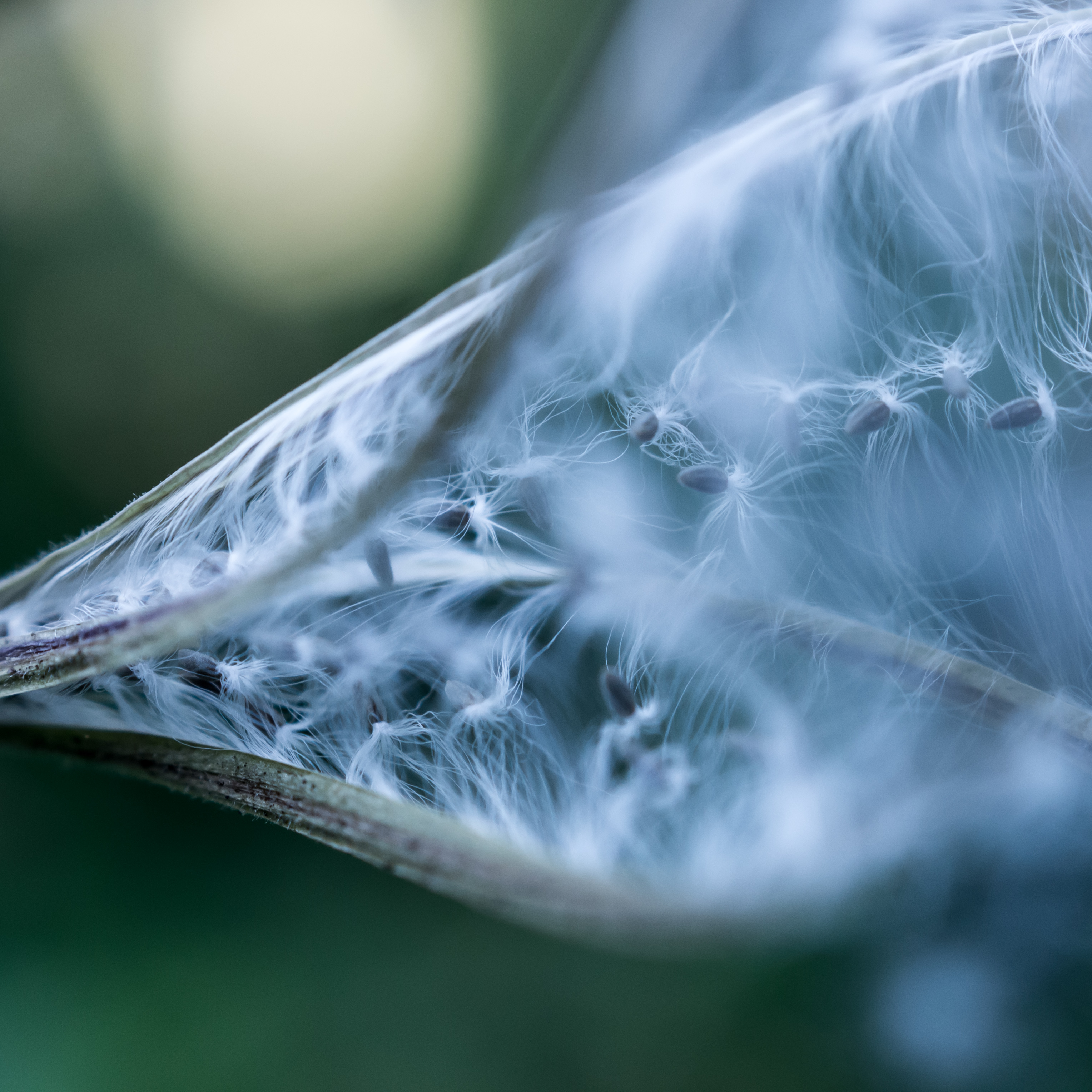
Muitas plantas, como o epilóbio-eriçado, dependem da ação do vento para propagar as suas sementes

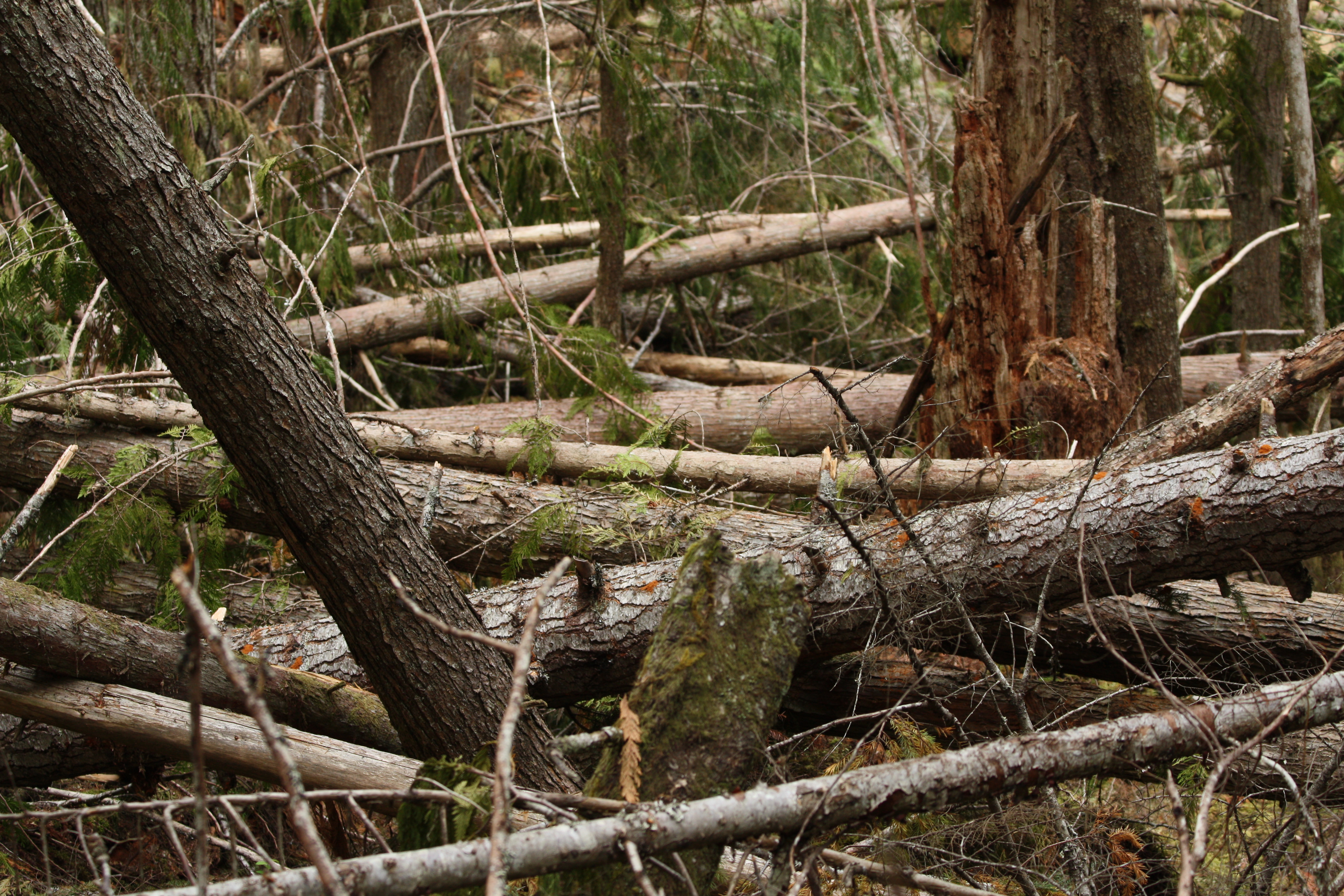
Nas florestas, o derrube de árvores pelo vento cria aberturas no dossel, o que aumenta a intensidade de luz no sub-bosque

A dispersão de sementes pelo vento (anemocoria) é uma das principais formas de disseminação de sementes. A dispersão pelo vento pode assumir uma de duas formas básicas: as sementes podem ser transportadas pela brisa ou, em alternativa, podem flutuar suavemente até ao solo. Os exemplos clássicos destes mecanismos de dispersão são o dente-de-leão, que têm um papilho anexo às sementes e pode ser transportado ao longo de grandes distâncias, e o ácer, cujas sementes têm asas e flutuam até ao solo. Uma das desvantagens da dispersão pelo vento é que exige uma produção de sementes abundante para maximizar a probabilidade de uma semente aterrar num local adequado à germinação.  Este mecanismo de dispersão apresenta também algumas desvantagens evolutivas. Por exemplo, as asteraceae em ilhas tendem a apresentar menor capacidade de dispersão (maior massa da semente e menor papilho) em relação à mesma espécie no continente. O uso do vento como mecanismo de dispersão é comum entre muitas espécies daninhas ou ruderais. A anemofilia é um processo similar à anemocoria, com a diferença de ser o pólen a ser disperso pelo vento. Uma grande quantidade de famílias de plantas são dispersas desta forma, que é preferida quando os indivíduos das espécies de plantas dominantes se encontram concentrados em pouco espaço.
O vento também limita o crescimento das árvores. Em regiões costeiras e montanhas isoladas, a linha de árvores encontra-se muitas vezes a uma altitude muito inferior do que em sistemas montanhosos complexos, devido à maior exposição aos ventos fortes. Os ventos de altitude erodem o solo pouco espesso e causam estragos nos ramos e galhos das árvores. O vento forte pode ainda derrubar ou arrancar árvores do solo, fenómeno que ocorre com maior frequência no lado da montanha exposto aos ventos ascendentes e em árvores de maior idade. As variedades costeiras de algumas plantas, como a Picea sitchensis ou uva-da-praia, são podadas naturalmente pelo vento e salitre na linha de costa. O vento pode também provocar danos nas plantas através da abrasão de areias. Os ventos fortes transportam pequenos detritos minerais que arremessam pelo ar a velocidade entre os 40 e os 65 km/h. Estas areias causam o rompimento das células das plantas, tornando-as vulneráveis à evaporação e à seca. As plantas respondem a esta abrasão transferindo a energia necessária ao crescimento do caule e das raízes para a reparação dos danos, voltando ao ritmo de crescimento normal ao fim de algumas semanas.

### Influência nos animais

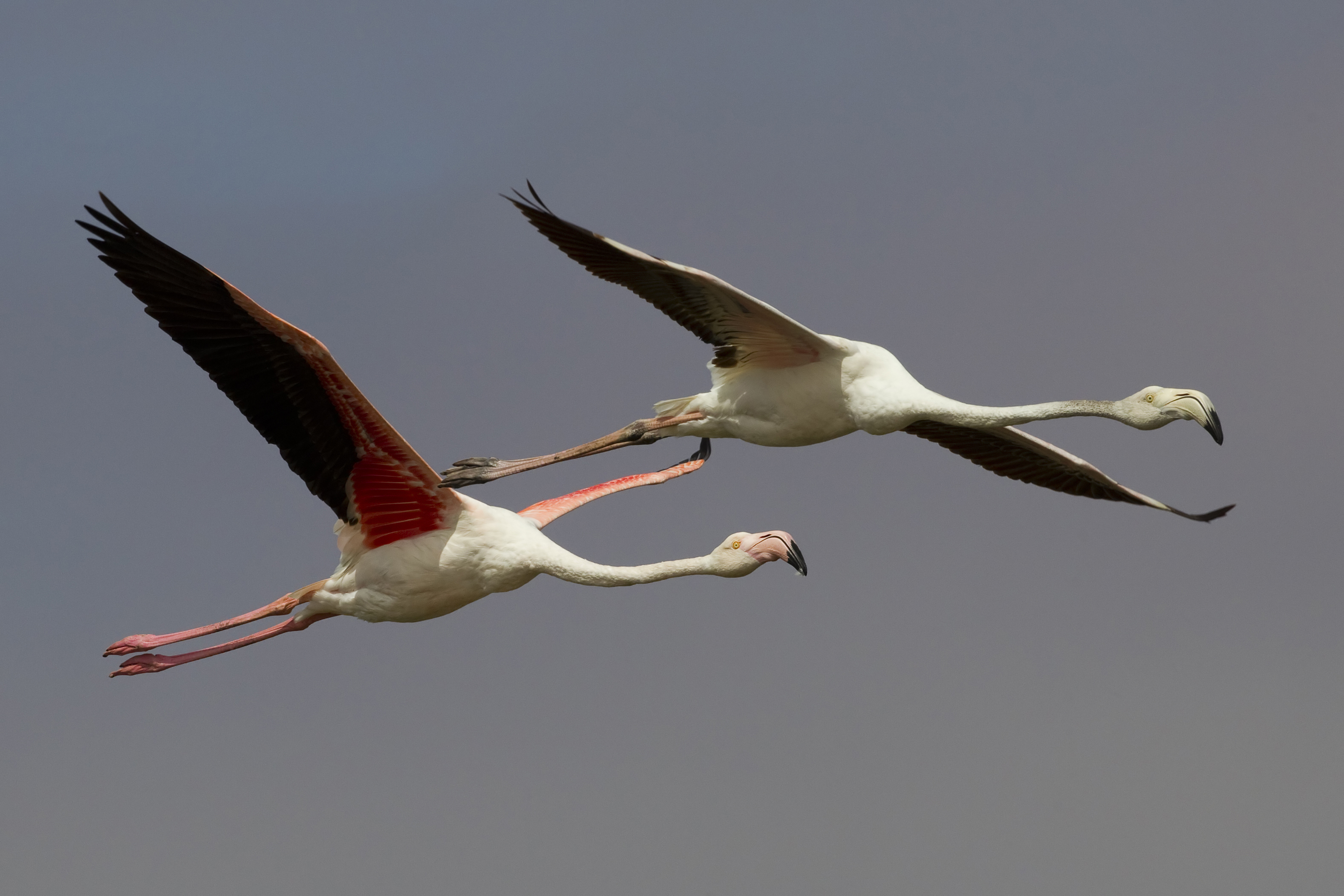
Muitos insetos e aves migratórias tiram partido do vento nas rotas de migração, o que lhes permite percorrer distâncias consideráveis de outra forma impossíveis

As aves tiram partido das condições do vento de modo a voar ou planar. A migração de aves inicia-se com vários grupos de aves dispersos ao longo de uma frente de grande dimensão que depois se vai estreitando em uma ou mais rotas. Os percursos das rotas migratórias seguem muitas vezes cadeias montanhosas ou linhas de costa, por vezes rios, e podem tirar partido das correntes de ar ascendentes ou de outros padrões de vento. Geralmente a rota é diferente consoante o sentido migratório. No entanto, o vento forte pode também empurrar as aves para fora de rota e provocar a queda em massa de aves migratórias que por vezes é observada em regiões costeiras. Os insetos migratórios também beneficiam ou estão adaptados a determinados regimes de ventos, o que lhes permite percorrer grandes distâncias impossíveis de percorrer apenas com a sua força. Entre os insetos migratórios que beneficiam do vento estão as cigarras, gafanhotos e as abelhas africanizadas. Geralmente, a migração tem um destino fixo, o que requer navegação e orientação precisas e correções constantes em relação aos ventos cruzados. Muitos insetos migratórios conseguem sentir a velocidade e direção do vento, fazendo as correções necessárias.
O gado bovino e ovino é suscetível ao resfriamento pelo vento, um fenómeno causado por uma conjugação de vento superior a 40 km/h e baixas temperaturas, que torna a proteção dos pêlos e da lã ineficaz. Embora os pinguins possuam uma camada de gordura e penas que os protege do frio da água e do ar, as barbatanas e pés apresentam menor imunidade. Na Antártida, os pinguins-imperador agrupam-se entre si para sobreviver ao vento gelado, alternando continuamente os membros no exterior do grupo. Este comportamento permite diminuir a perda de calor em 50%. Durante o inverno, as picas constroem uma vedação de seixos para impedir que as plantas e ervas armazenadas sejam levadas pelo vento. As antenas das baratas são extremamente sensíveis ao vento, o que as ajuda a antecipar ataques de potenciais predadores, como os sapos. Os alces têm um sentido apurado de olfato capaz de detetar potenciais predadores a favor do vento até uma distância de 800 metros. Um aumento da velocidade do vento acima de 15 km/h avisa as gaivotas-hiperbóreas para aumentar a forragem e ataques aéreos às urias.

## Aproveitamento do vento

### Energia

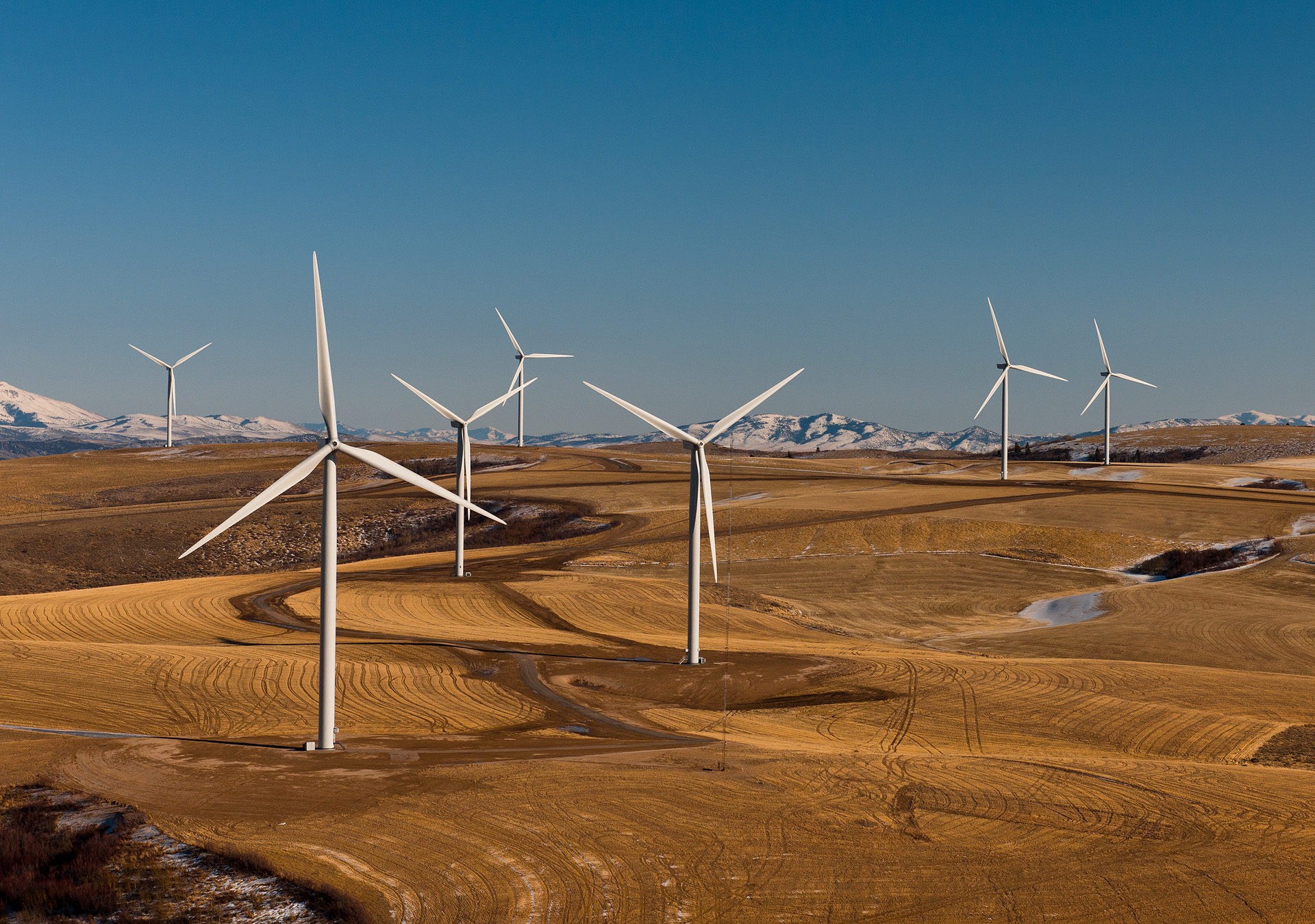
Os aerogeradores dos parques eólicos produzem eletricidade a partir da energia eólica

A deslocação de ar através de aerogeradores ou velas tem o potencial de produzir energia mecânica significativa. Em moinhos ou no impulso de velas de navegação, esta energia mecânica é aproveitada diretamente. Mas o uso atual mais comum é na ativação de aerogeradores que transformam a energia mecânica em energia elétrica. A energia do vento é uma alternativa aos combustíveis fósseis, de elevada disponibilidade, renovável, limpa, com reduzida ocupação do solo e cuja produção não emite gases de efeito de estufa. Um parque eólico é constituído por um ou mais aerogeradores ligados à rede elétrica. Esta fonte de energia é pouco dispendiosa e, por vezes, com menores custos em relação às centrais de carvão ou gás natural. Embora o vento offshore seja mais forte e estável do que em terra e os parques eólicos marítimos tenham menor impacto visual, os custos de manutenção são significativamente maiores.
A energia eólica é bastante consistente de ano para ano, embora se verifiquem variações significativas ao longo de curtos intervalos de tempo, o que faz com que seja usada em conjunto com outras fontes de energia elétrica. À data de 2015, cerca de 83 países em todo o mundo usavam a energia eólica para fornecimento da rede elétrica. Em dezembro de 2014, o total de capacidade de energia eólica instalada foi de 369 553 MW. A produção de energia eólica encontra-se em rápido crescimento e corresponde atualmente a 4% de todo o consumo de eletricidade no mundo.

### Navegação

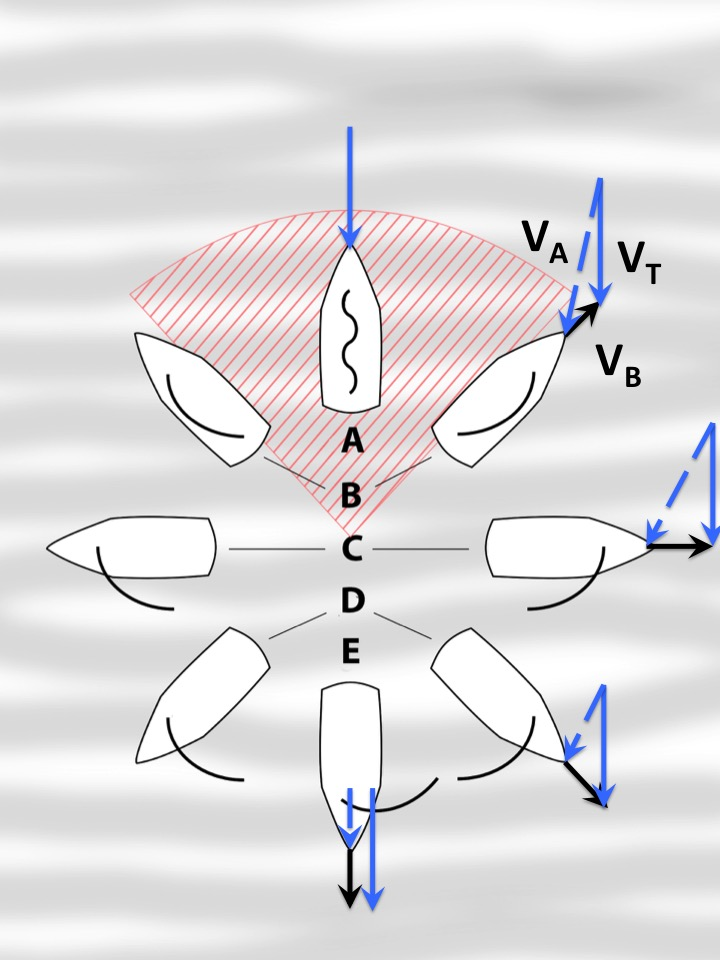
Na mareação, a configuração das velas numa embarcação permite navegar numa grande amplitude de direções, com a exceção da zona vermelha. No diagrama, o vento verdadeiro é constante (V_{T}), enquanto que a velocidade do barco (V_{B}) e o vento aparente (V_{A}) variam conforme a direção

As velas são aerofólios que aproveitam a corrente de ar fornecida pelo vento e o movimento da embarcação. Para tirar partido do vento para gerar força, as velas funcionam de dois modos: um modo de empurrar e um modo de puxar. No modo de puxar, quando o barco está a favor do vento a força do cento simplesmente empurra a vela. A força em ação é fundamentalmente a resistência aerodinâmica. No modo de puxar, quando o barco está contra o vento, o ar que sopra de lado é redirecionado em direção à popa. De acordo com a terceira lei de Newton, o ar sofre aceleração e a vela é impulsionada por uma força na direção oposta. Esta força provoca uma diferença de pressão entre os dois lados da vela, existindo uma região de baixa pressão na parte da frente da vela e uma região de alta pressão na parte de trás.
Apesar de existirem vários tipos de veleiros, todos têm várias características em comum, como o casco, aparelho e mastro, o qual sustenta as velas que tiram partido da força do vento para impulsionar a embarcação. As viagens oceânicas a vela podem levar vários meses. Os perigos mais comuns na navegação marítima à vela são ficar parado devido à falta de vento ou ser desviado da rota devido a tempestades ou ventos que não permitem ao barco avançar na direção desejada. Uma tempestade violenta pode provocar um naufrágio e a perda de vidas.
Em aeronaves aerodinâmicas que tiram partido do ar, o vento afeta a velocidade em terra. Em aeronaves mais leves que o ar, o vento pode ter um papel significativo na sua deslocação ou rota no solo. A velocidade do vento de superfície é geralmente o principal fator que determina as operações de voo em aeroportos. As pistas dos aeródromos são projetadas tendo em conta as direções de vento comuns na área onde se situam. Embora em determinadas circunstâncias possa ser necessário descolar com vento de cauda, geralmente o vento de proa é mais favorável. O vento de cauda aumenta a distância de descolagem necessária e diminui o gradiente de subida.

## Meteorologia
O vento é um dos principais elementos dos sistemas meteorológicos. O vento obtém energia na diferença de temperatura da atmosfera que, por sua vez, depende da insolação solar. No entanto, a superfície e a forma dos continentes da Terra são irregulares e a insolação depende não só da estação do ano mas também da presença ou não de nuvens. Assim, a previsão meteorológica do vento depende da interação de múltiplos fatores em cadeia – efeito dominó – como a relação com outros ventos, as diferenças de temperatura entre duas zonas geográficas ou entre duas camadas da atmosfera, da rotação da Terra, da gravidade, das condicionantes do relevo, etc. Por exemplo, um ciclone tropical que se forme no Atlântico pode deslocar-se para o golfo do México e dissipar-se na região dos Grandes Lagos da América do Norte, afetando todos os ventos locais na sua trajetória. A origem deste ciclone pode dever-se a um desequilíbrio gerado por um cavado de altitude proveniente do deserto do Sara que se deslocou para o Atlântico devido ao anticiclone dos Açores. A previsão do vento a vários dias é possível graças à resolução de equações primitivas atmosféricas das forças presentes levando em conta todos os fatores.

### Medição

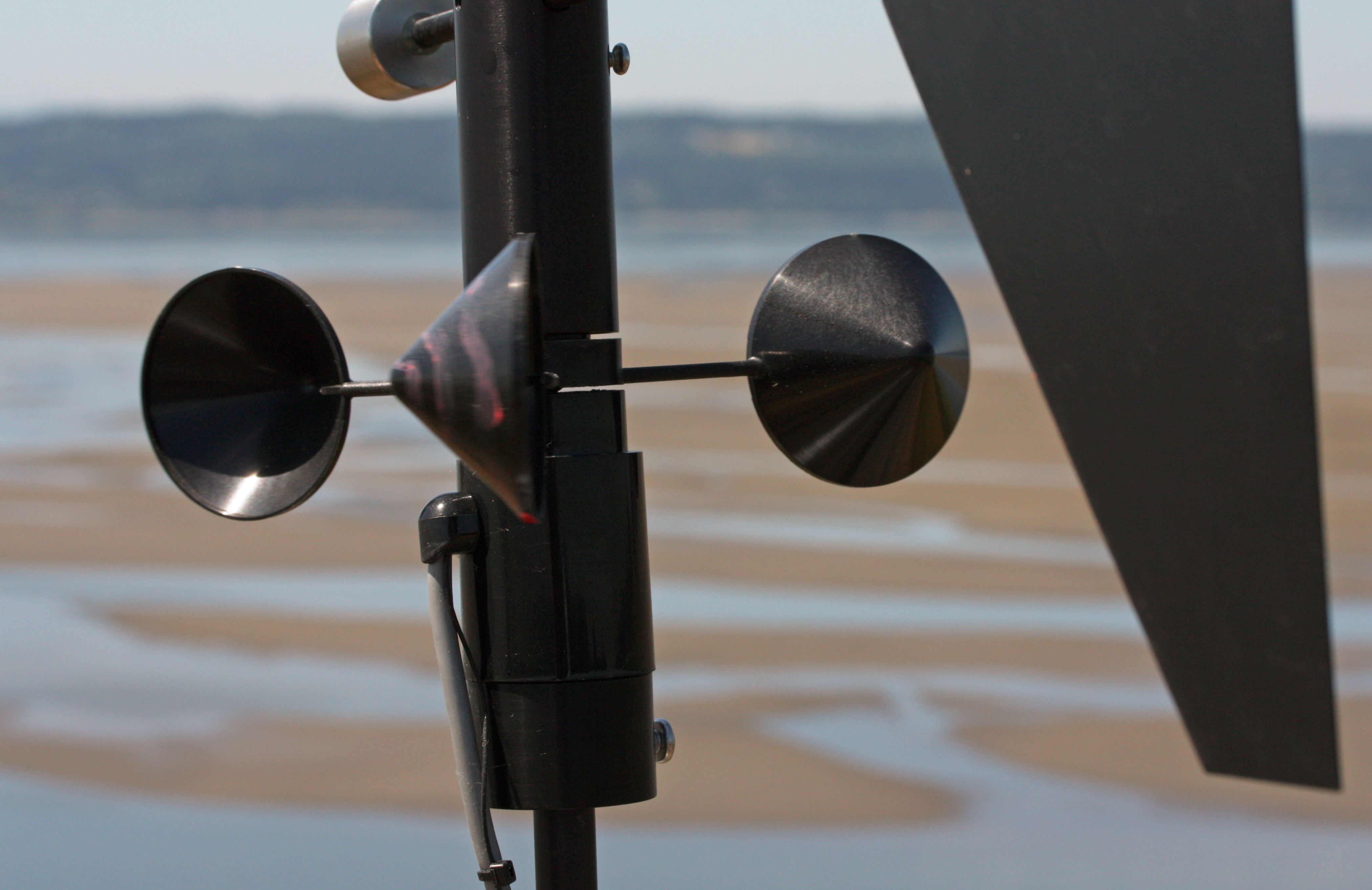
Anemómetro de copo numa estação meteorológica remota

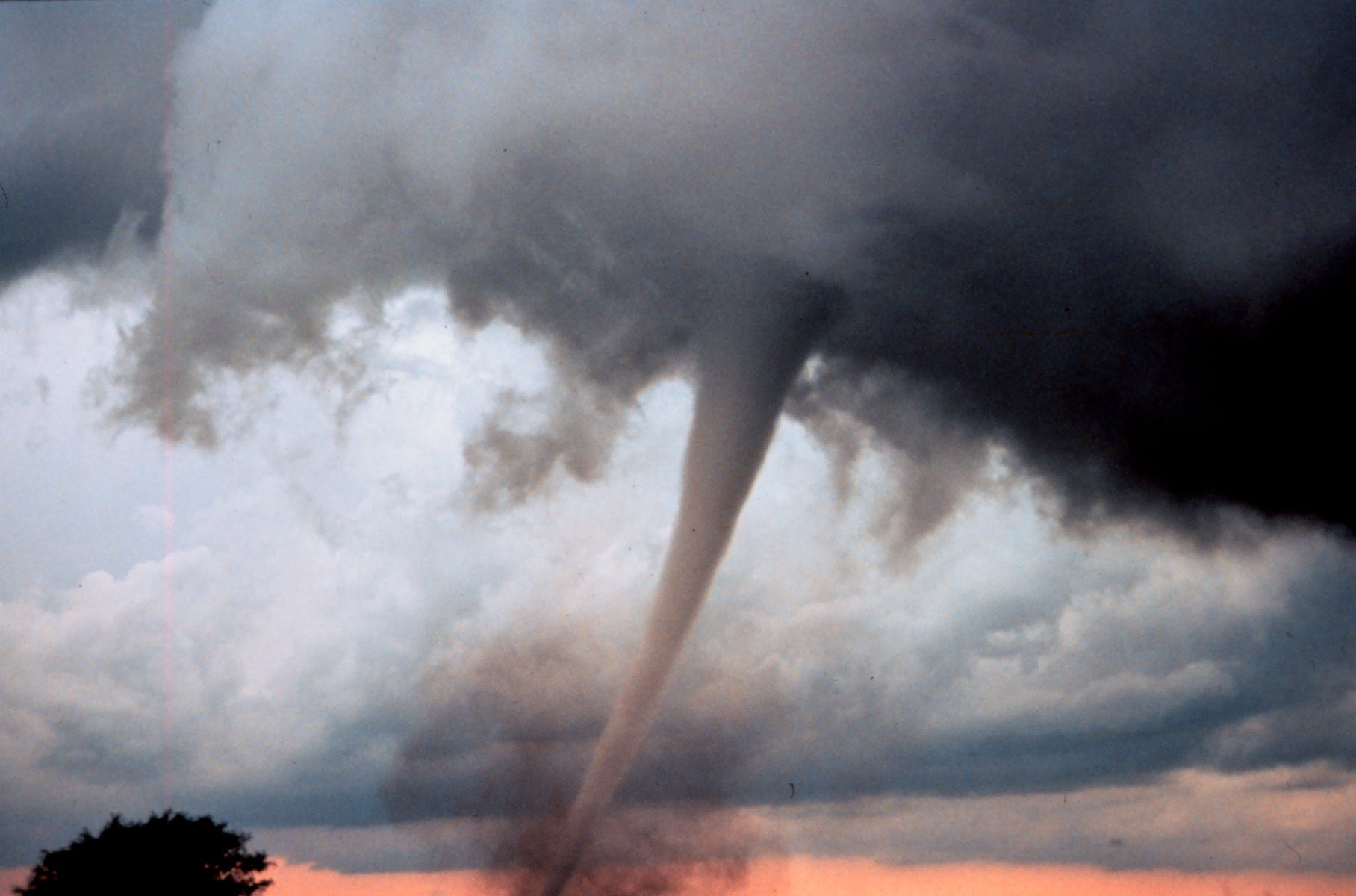
Tornado mesociclónico em Oklahoma

A direção do vento é geralmente expressa de acordo com a direção em que o vento tem origem. Por exemplo, o vento de nortada sopra do norte para sul. Os cata-ventos giram sobre si próprios para indicar a direção do vento. As mangas de vento, usadas principalmente em aeroportos, não só indicam a direção como também podem ser usadas para estimar a velocidade do vento de acordo com o ângulo da manga. A velocidade do vento é medida com anemómetros, sendo os mais comuns os de copo e de hélice. Quando são necessárias medições de maior precisão, como em investigação científica, o vento pode ser medido pela velocidade de propagação de sinais ultrassónicos ou pelo efeito da ventilação na resistência de um arame aquecido. Um outro tipo de anemómetro usa tubos de Pitot que tiram partido do diferencial de pressão entre um tubo interior e outro exterior expostos aos vento. A pressão dinâmica assim obtida é depois usada para calcular a velocidade do vento.
Na generalidade do mundo, a medição da velocidade média do vento é feita a uma altura de 10 metros e são registados os valores a cada intervalo de 10 minutos. Nos registos dos Estados Unidos, o intervalo médio para ciclones tropicais é de 1 minuto, e de 2 minutos para as restantes observações meteorológicas. Na Índia, os relatórios da velocidade sustentada do vento têm por base um intervalo de três minutos. Conhecer e especificar o intervalo de tempo é fundamental, uma vez que a velocidade sustentada do vento a um minuto é geralmente 14% maior do que a dez minutos.
Na observação dos ventos a alturas elevadas são usadas radiossondas, que permitem determinar a velocidade através do rastreio da sonda por GPS, navegação rádio ou radar. Em alternativa, é também possível registar o movimento do balão meteorológico que sustenta a sonda a partir do solo usando teodolitos. Entre as técnicas de deteção remota para a observação do vento estão o SODAR, lidares Doppler e radares, os quais permitem medir o efeito Doppler da radiação eletromagnética dispersa ou refletida nas partículas ou moléculas da atmosfera. Os radares permitem também medir a intensidade da agitação oceânica a partir de aviões, que pode ser usada para estimar a velocidade do vento.
A rajada de vento mais intensa de que há registo ocorreu na ilha de Barrow na costa australiana, tendo atingido os 408 km/h durante o ciclone tropical Olivia em 10 de abril de 1996. O recorde anterior, de 372 km/h, tinha sido registado no Monte Washington (Nova Hampshire) em 12 de abril de 1934.

### Representação cartográfica

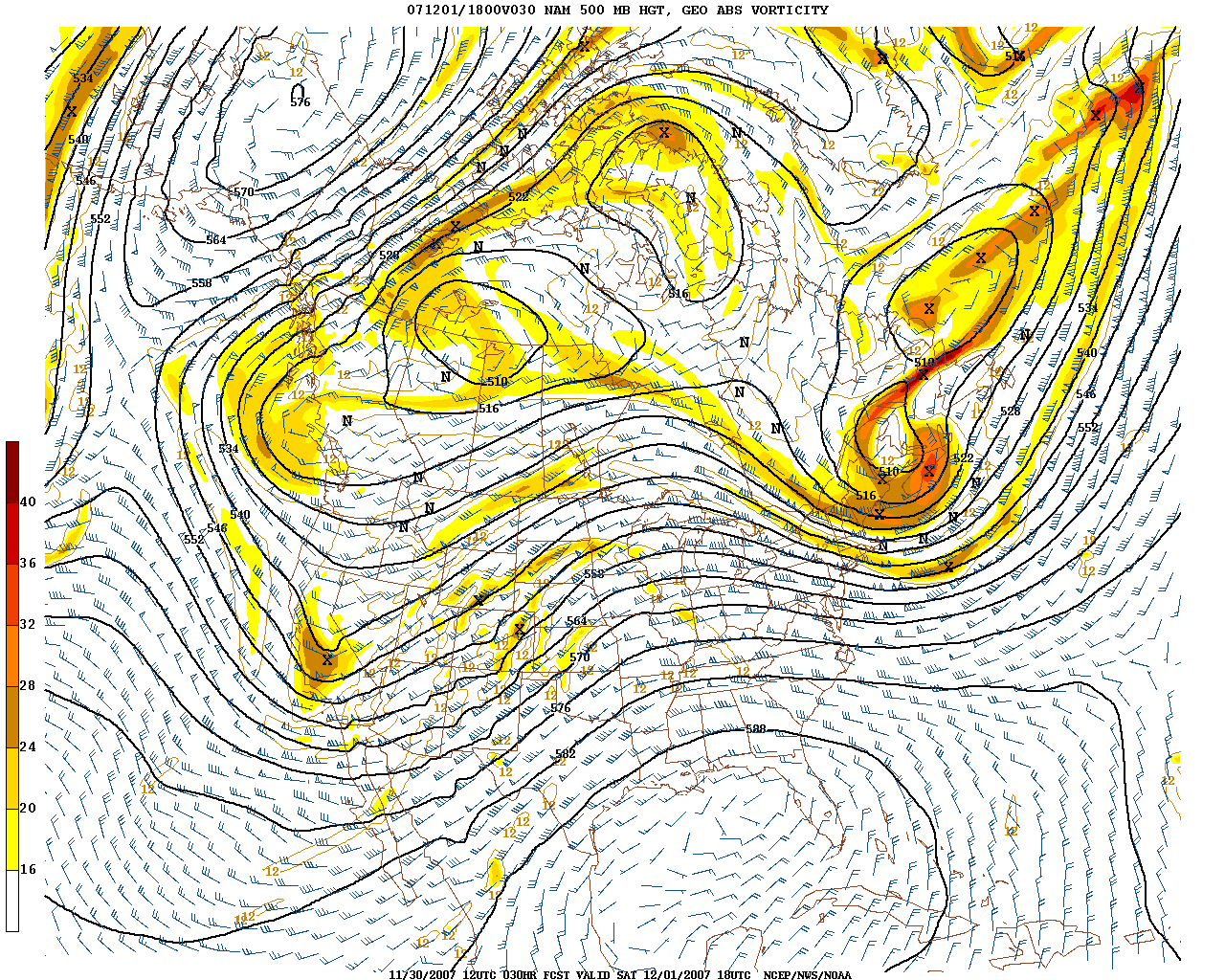
Mapa meteorológico em que a velocidade e direção do vento são indicados por setas de vento. Cada linha completa na seta corresponde a 10 nós e cada triângulo a 50 nós

Os mapas meteorológicos de superfície geralmente representam a direção e velocidade do vento através de setas de vento. Nestes símbolos, a velocidade é indicada através de linhas ou triângulos na extremidade da seta:
- Cada meia linha representa 5 nós (9,3 km/h) de vento;
- Cada linha completa representa 10 nós (19 km/h) de vento;
- Cada triângulo preenchido representa 50 nós (93 km/h) de vento.[152]

A direção das setas é representada de acordo com a direção do vento. Por exemplo, um vento que sopre de nordeste será representado com uma linha que se prolonga do círculo em direção a nordeste. Na extremidade nordeste desta linha encontram-se as linhas ou triângulos. A representação das setas de vento num mapa permite determinar isotacas – linhas de igual velocidade do vento. As isotacas são especialmente úteis no diagnóstico da localização das correntes de jato nos mapas de pressão atmosférica, e situam-se geralmente acima dos 300 hPa.
As rosas dos ventos são ferramentas gráficas usadas pelos meteorologistas para representar de forma sucinta como é que a velocidade e direção do vento são geralmente distribuídas numa determinada localização. Representada sobre um sistema de coordenadas polares, uma rosa dos ventos mostra quão frequentes são os ventos que sopram de uma direção em particular. O comprimento de cada eixo à volta do círculo é proporcional à frequência com que o vento sopra de determinada direção ao longo de determinado intervalo de tempo. Cada círculo concêntrico representa uma frequência, desde o zero no centro e aumentando na direção dos círculos exteriores. As rosas dos ventos podem representar ainda outros dados; por exemplo, cada eixo pode ter atribuído um código de cores de acordo com o intervalo da direção do cento. As rosas dos ventos geralmente usam 8 ou 16 pontos cardeais, embora algumas possam apresentar 32 subdivisões.

### Escalas de força do vento
A escala de Beaufort oferece uma descrição empírica da velocidade do vento com base na observação das condições do mar. Era inicialmente dividida em treze níveis, tendo sido aumentada para 17 níveis na década de 1940. Existem vários termos para diferenciar os ventos de acordo com a sua velocidade média como aragem, vento forte, temporal ou furacão. Na escala de Beaufort, o vento forte, por exemplo, é definido como o vento de velocidade média entre 28 e 33 nós e o vento muito forte entre 34 e 40 nós. Um temporal desfeito apresenta ventos de 56 nós (100 km/h) a 63 nós (120 km/h). No entanto, a terminologia para os ciclones tropicais é diferente de região para região. A maior parte das regiões oceânicas usa a velocidade média do vento para determinar a categoria de um ciclone. A tabela seguinte resume as classificações usadas pelos centros meteorológicos regionais especializados:
| Escala de Beaufort | Escala de Beaufort | Escala de Beaufort | Escala de Beaufort         | Escalas de classificação de ciclones tropicais (valores com média temporal de 10 min.) | Escalas de classificação de ciclones tropicais (valores com média temporal de 10 min.) | Escalas de classificação de ciclones tropicais (valores com média temporal de 10 min.) | Escalas de classificação de ciclones tropicais (valores com média temporal de 10 min.) | Escalas de classificação de ciclones tropicais (valores com média temporal de 10 min.) | Escalas de classificação de ciclones tropicais (valores com média temporal de 10 min.) |
| N.º                | Velocidade         | Velocidade         | Designação                 | Oceano Índico Norte IMD                                                                | Oceano Índico Sudoeste MF                                                              | Região australiana Pacífico Sul BoM, BMKG, FMS, MSNZ                                   | Pacífico Noroeste JMA                                                                  | Pacífico Noroeste JTWC                                                                 | Pacífico Nordeste e Atlântico Norte NHC & CPHC                                         |
| N.º                | nós                | km/h               | Designação                 | Oceano Índico Norte IMD                                                                | Oceano Índico Sudoeste MF                                                              | Região australiana Pacífico Sul BoM, BMKG, FMS, MSNZ                                   | Pacífico Noroeste JMA                                                                  | Pacífico Noroeste JTWC                                                                 | Pacífico Nordeste e Atlântico Norte NHC & CPHC                                         |
| ------------------ | ------------------ | ------------------ | -------------------------- | -------------------------------------------------------------------------------------- | -------------------------------------------------------------------------------------- | -------------------------------------------------------------------------------------- | -------------------------------------------------------------------------------------- | -------------------------------------------------------------------------------------- | -------------------------------------------------------------------------------------- |
| 0                  | <1                 | <1                 | Calma                      | Depressão                                                                              | Perturbação tropical                                                                   | Baixa tropical Depressão tropical                                                      | Depressão tropical                                                                     | Depressão tropical                                                                     | Depressão tropical                                                                     |
| 1                  | 1–3                | 1–5                | Aragens Light air          | Depressão                                                                              | Perturbação tropical                                                                   | Baixa tropical Depressão tropical                                                      | Depressão tropical                                                                     | Depressão tropical                                                                     | Depressão tropical                                                                     |
| 2                  | 4–6                | 6–11               | Fraco Light breeze         | Depressão                                                                              | Perturbação tropical                                                                   | Baixa tropical Depressão tropical                                                      | Depressão tropical                                                                     | Depressão tropical                                                                     | Depressão tropical                                                                     |
| 3                  | 7–10               | 12–18              | Bonançoso Gentle breeze    | Depressão                                                                              | Perturbação tropical                                                                   | Baixa tropical Depressão tropical                                                      | Depressão tropical                                                                     | Depressão tropical                                                                     | Depressão tropical                                                                     |
| 4                  | 11–16              | 19–30              | Moderado Moderate breeze   | Depressão                                                                              | Perturbação tropical                                                                   | Baixa tropical Depressão tropical                                                      | Depressão tropical                                                                     | Depressão tropical                                                                     | Depressão tropical                                                                     |
| 5                  | 17–21              | 31–39              | Fresco Fresh breeze        | Depressão                                                                              | Perturbação tropical                                                                   | Baixa tropical Depressão tropical                                                      | Depressão tropical                                                                     | Depressão tropical                                                                     | Depressão tropical                                                                     |
| 6                  | 22–27              | 40–50              | Muito fresco Strong breeze | Depressão                                                                              | Perturbação tropical                                                                   | Baixa tropical Depressão tropical                                                      | Depressão tropical                                                                     | Depressão tropical                                                                     | Depressão tropical                                                                     |
| 7                  | 28–33              | 51–61              | Forte Moderate gale        | Depressão profunda                                                                     | Depressão tropical                                                                     | Baixa tropical Depressão tropical                                                      | Depressão tropical                                                                     | Depressão tropical                                                                     | Depressão tropical                                                                     |
| 8                  | 34–40              | 62–74              | Muito forte Fresh gale     | Tempestade ciclónica                                                                   | Tempestade tropical moderada                                                           | Ciclone tropical (1)                                                                   | Tempestade tropical                                                                    | Tempestade tropical                                                                    | Tempestade tropical                                                                    |
| 9                  | 41–47              | 75–87              | Tempestuoso Strong gale    | Tempestade ciclónica                                                                   | Tempestade tropical moderada                                                           | Ciclone tropical (1)                                                                   | Tempestade tropical                                                                    | Tempestade tropical                                                                    | Tempestade tropical                                                                    |
| 10                 | 48–55              | 88-100             | Temporal Whole gale        | Tempestade ciclónica intensa                                                           | Tempestade tropical intensa                                                            | Ciclone tropical (2)                                                                   | Tempestade tropical intensa                                                            | Tempestade tropical                                                                    | Tempestade tropical                                                                    |
| 11                 | 56–63              | 101–117            | Temporal desfeito Storm    | Tempestade ciclónica intensa                                                           | Tempestade tropical intensa                                                            | Ciclone tropical (2)                                                                   | Tempestade tropical intensa                                                            | Tempestade tropical                                                                    | Tempestade tropical                                                                    |
| 12                 | 64–72              | >118               | Furacão Hurricane          | Tempestade ciclónica muito intensa                                                     | Ciclone tropical                                                                       | Ciclone tropical intenso (3)                                                           | Tufão                                                                                  | Tufão                                                                                  | Furacão (1)                                                                            |
| 13                 | 73–85              | >118               | Furacão Hurricane          | Tempestade ciclónica muito intensa                                                     | Ciclone tropical                                                                       | Ciclone tropical intenso (3)                                                           | Tufão                                                                                  | Tufão                                                                                  | Furacão (2)                                                                            |
| 14                 | 86–89              | >118               | Furacão Hurricane          | Tempestade ciclónica muito intensa                                                     | Ciclone tropical                                                                       | Ciclone tropical intenso (4)                                                           | Tufão                                                                                  | Tufão                                                                                  | Grande furacão (3)                                                                     |
| 15                 | 90–99              | >118               | Furacão Hurricane          | Tempestade ciclónica muito intensa                                                     | Ciclone tropical intenso                                                               | Ciclone tropical intenso (4)                                                           | Tufão                                                                                  | Tufão                                                                                  | Grande furacão (3)                                                                     |
| 16                 | 100–106            | >118               | Furacão Hurricane          | Tempestade ciclónica muito intensa                                                     | Ciclone tropical intenso                                                               | Ciclone tropical intenso (4)                                                           | Tufão                                                                                  | Tufão                                                                                  | Grande furacão (4)                                                                     |
| 17                 | 107–114            | >118               | Furacão Hurricane          | Tempestade ciclónica muito intensa                                                     | Ciclone tropical intenso                                                               | Ciclone tropical intenso (5)                                                           | Tufão                                                                                  | Tufão                                                                                  | Grande furacão (4)                                                                     |
| 17                 | 115–119            | >118               | Furacão Hurricane          | Tempestade ciclónica muito intensa                                                     | Ciclone tropical muito intenso                                                         | Ciclone tropical intenso (5)                                                           | Tufão                                                                                  | Super tufão                                                                            | Grande furacão (4)                                                                     |
| 17                 | >120               | >118               | Furacão Hurricane          | Super tempestade ciclónica                                                             | Ciclone tropical muito intenso                                                         | Ciclone tropical intenso (5)                                                           | Tufão                                                                                  | Super tufão                                                                            | Grande furacão (5)                                                                     |

## Sociedade e cultura

### História
Existem evidências que já em 300 a.C. os cingaleses de Anuradapura e de outras cidades do Sri Lanca tiravam partido dos ventos de monção para alimentar furnaças, elevando-as a uma temperatura de 1 200 °C. Os primeiros moinhos de vento foram construídos no século VII em Sistão, no Afeganistão. Tratava-se de moinhos de eixo vertical longo, com pás de formato retangular. Constituídos por seis a doze velas de lona, estes moinhos eram usados para moer milho e captar água, principalmente na produção de farinha e cana-de-açúcar. No norte da Europa, a partir do século XII começaram a ser usados de forma extensiva moinhos de eixo horizontal para a moagem de farinha, muitos deles ainda hoje existentes. A energia eólica de alta altitude, que usa ligações por cabo em vez de torres assentes no terreno, é atualmente o foco de várias empresas energéticas a nível mundial.

#### Influência em eventos históricos

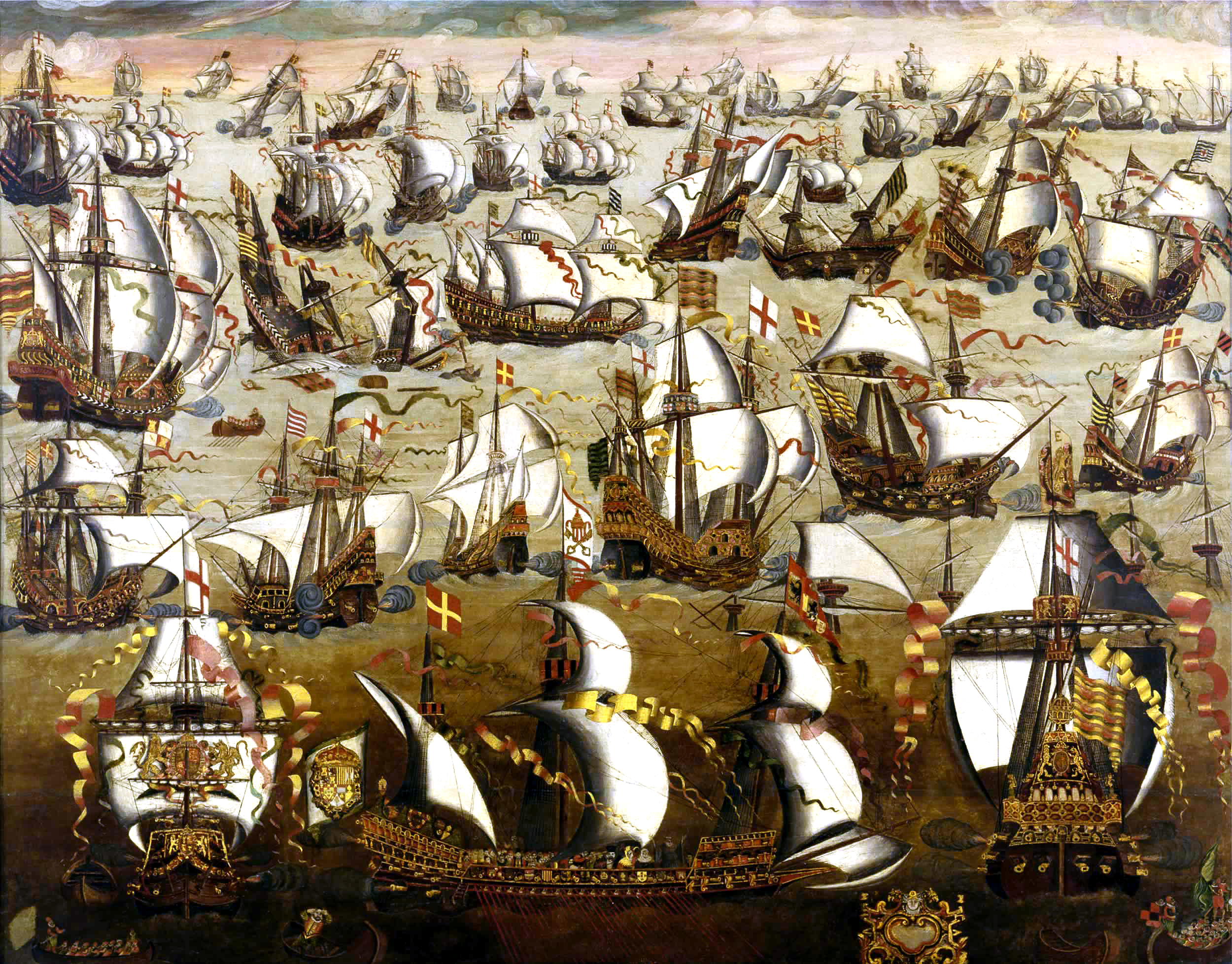
O vento influenciou de forma decisiva vários conflitos históricos, como em 1588, quando salvou a Inglaterra de uma invasão da Armada Invencível espanhola

Muitos ventos influenciaram de forma decisiva conflitos e eventos históricos. Kamikaze é um termo japonês, geralmente traduzido como "vento divino", que se acredita ser uma dádiva dos deuses. Acredita-se que tenha sido usado pela primeira vez para descrever um conjunto de tufões que se diz terem salvo o Japão de duas frotas mongóis lideradas por Cublai Cã (r. 1260–1294) que atacaram o Japão em 1274 e 1281. O vento protestante é um termo para designar a tempestade que em 1588 salvou a Inglaterra de uma invasão da Armada Invencível de Filipe II de Espanha, em que o vento teve um papel determinante, os os ventos favoráveis que permitiram a Guilherme III invadir Inglaterra em 1688. Durante a Campanha do Egito de Napoleão Bonaparte, os soldados franceses foram detidos e sufocados pelo vento khamsin. Durante a Campanha Norte-Africana da Segunda Guerra Mundial, tanto as forças aliadas como alemãs foram forçadas a interromper batalhas também devido ao khamsin. As próprias tempestades criavam perturbações elétricas que inutilizavam as bússolas.

#### Era das descobertas

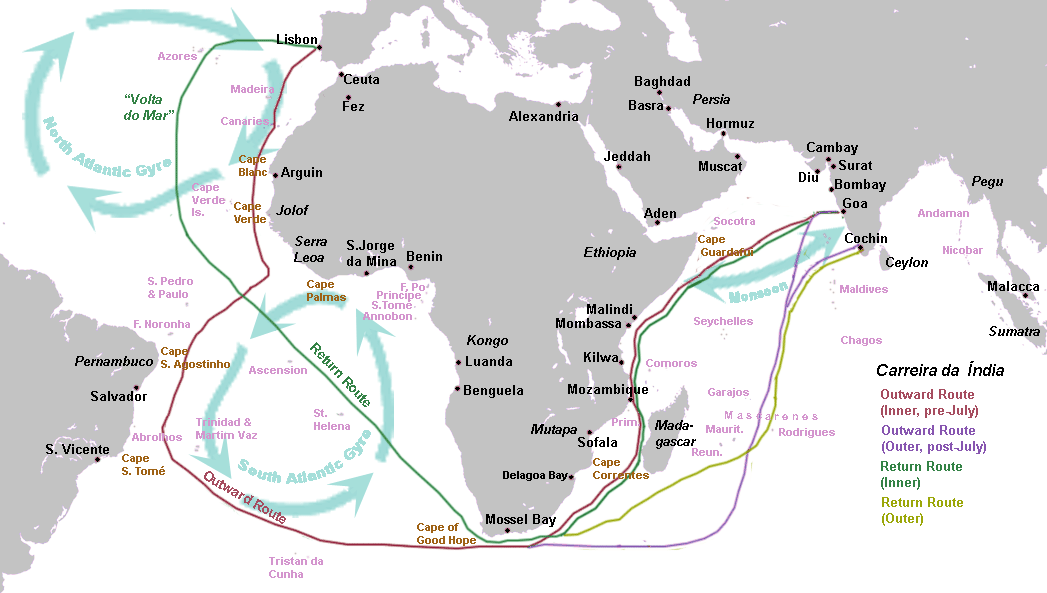
As rotas de navegação da Era dos Descobrimentos eram calculadas para contornar e tirar partido dos ventos predominantes

Foi o vento que permitiu a realização das grandes viagens de exploração da Era dos Descobrimentos a partir do século XV. Um dos mais significativos avanços tecnológicos da época foi a introdução da caravela pelos portugueses em meados do século XV, uma embarcação pequena mas capaz de navegar na direção do vento de forma mais eficaz do que qualquer outro barco na Europa na época. A importância dos ventos alísios para a navegação em ambos os hemisférios era já conhecida pelos navegadores portugueses do século XVI. As embarcações da carreira da Índia com passagem pelo cabo da Boa Esperança deslocavam-se pelo Atlântico em direção ao Brasil, tirando partido dos alísios que sopram de nordeste. Perto dos 30° de latitude sul, os pilotos alteravam a rota em direção a este tirando partido dos ventos de oeste. Na viagem de regresso, a navegação era feita ao largo da costa de África, a favor do vento, tirando partido dos alísios que sopram de sudeste. Na passagem pela Guiné, navegavam ao largo até aos Açores para contornar os ventos de nordeste e facilitar o regresso a Portugal. Esta técnica de navegação veio a ficar conhecida por volta do mar largo.
No Pacífico, a circulação de vento só foi conhecida pelos europeus a partir da viagem de Andrés de Urdaneta em 1565. Durante a época de ouro da navegação à vela, o padrão de ventos constantes fazia com que determinados pontos do globo fossem de fácil ou difícil acesso, o que teve um impacto significativo na construção dos impérios europeus e, por sua vez, na geografia política moderna. Por exemplo, os galeões de Manila não eram capazes de navegar contra o vento. A partir do século XVI, a rota clipper estabelecia a ligação mais rápida entre a Europa, o Extremo Oriente, Austrália e Nova Zelândia. Os clippers percorriam o planeta de ocidente para oriente ao longo do oceano austral de modo a tirar partido dos ventos fortes nos Roaring Forties, por volta do paralelo 40. A idade de ouro da navegação à vela terminou em meados do século XIX com o aparecimento dos navios a vapor.

### Mitologia e religião

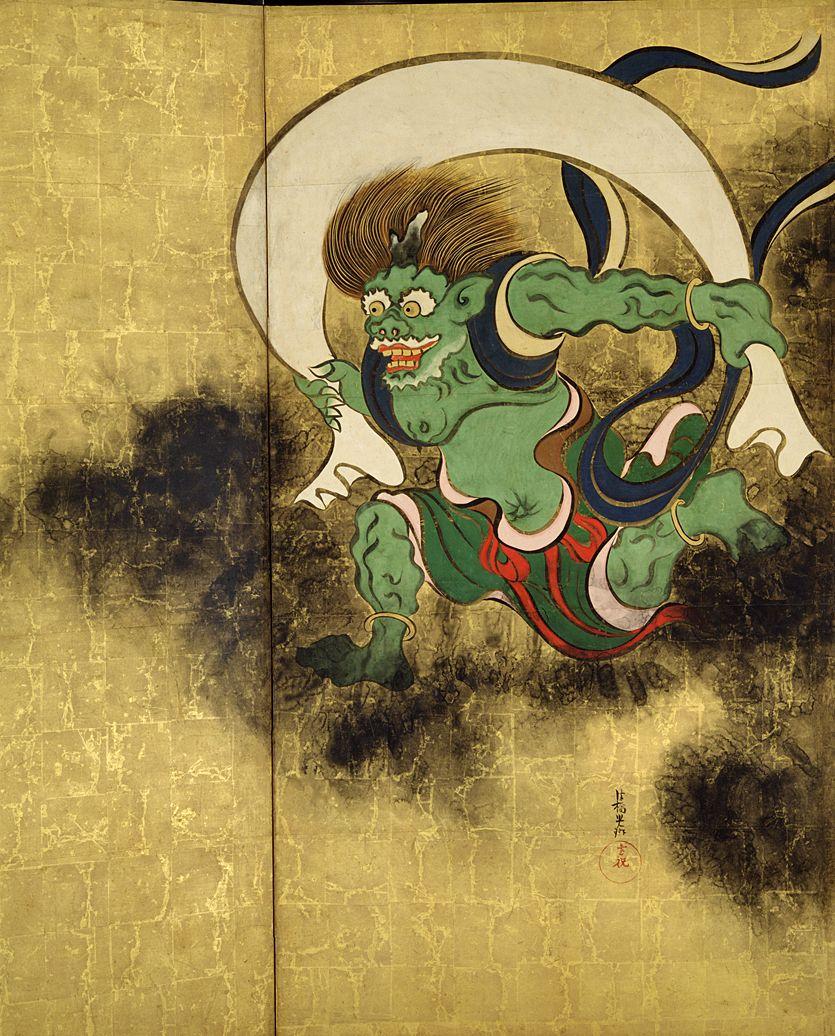
Fujin, deus do vento na mitologia japonesa

Em muitas culturas, o vento é personificado na forma de um ou mais deuses do vento ou explicado enquanto fenómeno sobrenatural. Na mitologia grega, os deuses do vento eram Bóreas, Noto, Euro e Zéfiro. Éolo é, de acordo com várias interpretações, o regente o o guardião dos quatro ventos. Astreu é a divindade associada ao nascer do sol que, juntamente com Eos, a deusa do nascer do sol, gerou os quatro ventos. Os antigos gregos também observavam as condições do vento, como é evidenciado pela Torre dos Ventos em Atenas. Os venti são os deuses romanos dos ventos.
Na Índia, Vayú é o deus hindu do vento. Fujin é o deus japonês dos ventos e um dos mais antigos deuses xintoístas. De acordo com a mitologia, Fujin esteve presente na criação do mundo e libertou a Terra do nevoeiro ao soltar os ventos do seu alforge. Na mitologia nórdica, Njord é o deus do vento. Existem também quatro dvärgar chamados Norðri, Suðri, Austri e Vestri que personificam os quatro ventos. Na mitologia eslava, Stribog é o deus dos ventos, céu e terra, e o ancestral dos ventos dos oito pontos cardeais.

### Desporto

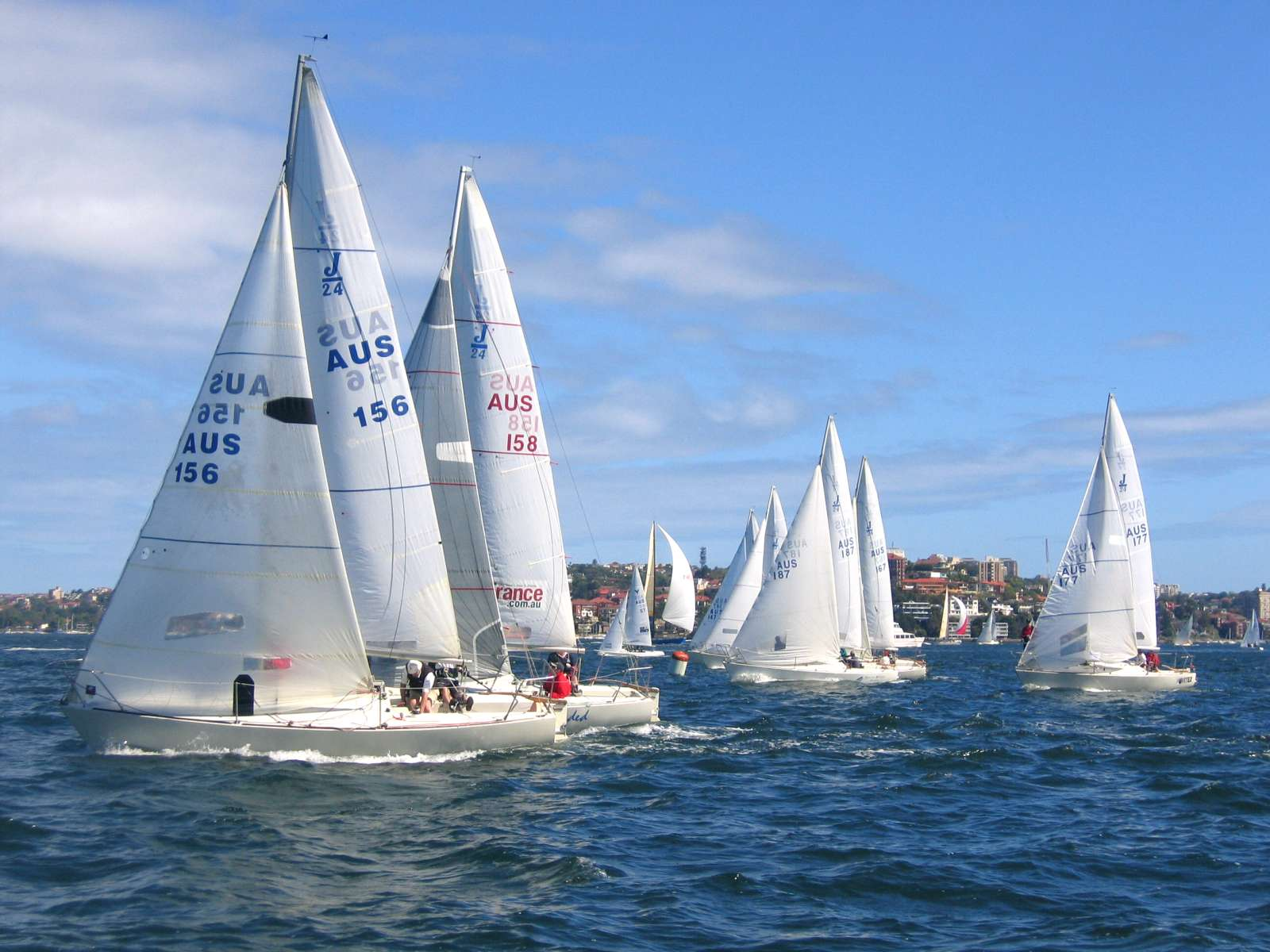
O vento é um elemento fundamental em vários desportos de competição ou atividades de lazer, como a vela, windsurf, kitesurf parapente, asa-delta, balonismo ou o lançamento de papagaios de papel

O vento é um elemento de destaque em vários desportos e atividades de lazer populares, como a asa-delta, balonismo, papagaios de papel, snowkite, kitesurf, parapente, navegação à vela ou windsurf. A vela é um desporto náutico recreativo ou competitivo que usa a força do vento para deslocar embarcações na água, sendo possível o movimento a favor do vento ou com vento lateral. Atualmente, predominam as embarcações pequenas e existem três tipos de competições: as junto à costa, as que são realizadas ao largo e as travessias oceânicas. A vela é um desporto olímpico. O windsurf é um desporto surgido na década de 1970 que conjuga características da vela e do surf. Uma prancha de windsurf é constituída por uma prancha à qual é fixo um mastro com uma vela e uma retranca que permite ao velejador manobrar o equipamento. A base onde o mastro se apoia é de rotação livre, o que permite ao desportista tirar partido do impulso vento, de forma muito idêntica à navegação à vela. O kitesurf é uma variante do windsurf, mas em que a força do vento é aproveitada não por uma vela, mas por uma estrutura em asa semelhante à do parapente. O paraquedismo consiste no salto de alevada altitude, geralmente a partir de um avião, usando um paraquedas de material leve e flexível. O parapente é um desporto surgido a partir do paraquedismo, mas que permite voos muito mais longos e controlados devido a uma asa mais comprida e estreita que tira partido das correntes ascendentes. Ao contrário do paraquedismo, a deslocação pode ser iniciada num declive do solo.
O lançamento de papagaios de papel, ou kiting, é uma atividade recreativa com numerosas variantes. Um papagaio é um objeto mais pesado que o ar constituído por asas, tirantes e pegas. As asas usam a força do vento para criar arrasto e sustentação. A sustentação que mantém o papagaio no ar é gerada pela passagem do ar pelas asas, que cria baixa pressão na parte inferior e alta pressão na parte superior. A interação com o vento também cria arrasto horizontal na direção do vento e a manobra dos tirantes permite orientar o papagaio no ângulo correto. O balonismo é uma modalidade que usa balões de ar quente. Existem duas variantes: o balão cativo, que é fixo a um cabo, e o balão livre que tira partido do vento para realizar deslocações ao longo de distâncias consideráveis. O balão é constituído por um envelope em nylon, um cesto e um queimador que permite controlar a altitude.

### Prejuízos materiais
Os ventos de forte intensidade podem provocar estragos de natureza variável. Embora pouco frequentes, as rajadas de elevada intensidade podem fazer com que as pontes suspensas balancem e, caso a frequência do vento seja idêntica à do balanço, podem fazer com que a ponte seja destruída, como aconteceu na Ponte de Tacoma Narrows em 1940. Até mesmo velocidades como 43 km/h podem provocar cortes no fornecimento de energia devido à ação dos ramos nas linhas de alta tensão.
Embora não seja possível garantir que determinada espécie de árvore é capaz de resistir a ventos ciclónicos, quanto mais profundas são as raízes, mais resistente é a árvore ao arranque e quanto menos profundas mais frágil é a planta à ação do vento, como é o caso do eucalipto ou abacateiro. Os ventos de força ciclónica podem provocar estragos substanciais em habitações móveis, danos estruturais em fundações, partir janelas e até mesmo remover parte da pintura de automóveis. Os ventos de velocidade superior a 250 km/h podem provocar a destruição total de habitações e danos significativos em edifícios de grandes dimensões, enquanto que os de velocidade superior a 324 km/h podem causar a destruição total de estruturas feitas pelo Homem. A escala de furacões de Saffir-Simpson e a Escala Fujita melhorada foram criadas para ajudar a estimar a velocidade do vento a partir dos estragos causados por ventos fortes relacionados com os ciclones e tornados tropicais e vice-versa.
O vento tem também influência nos incêndios florestais. Durante o dia, a menor humidade, a maior temperatura e a maior velocidade do vento fazem com que a madeira arda a maior velocidade. A radiação solar aquece o solo, criando correntes de ar em direção ao topo da montanha. Quando anoitece e o solo arrefece, as correntes mudam de sentido em direção ao sopé. Os incêndios são condicionados por estes ventos e muitas vezes deslocam-se acompanhando as correntes de ar pelas montanhas e pelos vales.
A Escala Fujita melhorada (Escala EF) classifica a força dos tornados nos Estados Unidos com base nos prejuízos por eles provocados:
| Escala | Velocidade do vento | Velocidade do vento | Frequência relativa | Potenciais prejuízos | Potenciais prejuízos          |
| Escala | mph                 | km/h                | Frequência relativa | Potenciais prejuízos | Potenciais prejuízos          |
| EF0    | 65–85               | 105–137             | 53,5%               | Poucos ou nenhuns. Levantamento do revestimento de alguns telhados; alguns danos em caleiras ou no revestimento de paredes; ramos arrancados das árvores; tombamento de algumas árvores de raízes pouco profundas. Os tornados confirmados de que não tenham sido comunicados prejuízos (por exemplo, aqueles que ocorrem em campo aberto) são sempre classificados EF0. | Exemplo de prejuízos para EF0 |
| EF1    | 86–110              | 138–178             | 31,6%               | Moderados. Levantamento significativo do revestimento de telhados; caravanas tombadas ou com prejuízos graves; portas exteriores arrancadas; janelas e vidros partidos. | Exemplo de prejuízos para EF1 |
| EF2    | 111–135             | 179–218             | 10,7%               | Consideráveis. Telhados de construção sólida arrancados; fundações de casas em madeira afetadas; caravanas completamente destruídas; tombamento de árvores de grande porte; projeção de objetos leves; automóveis são levantados do chão. | Exemplo de prejuízos para EF2 |
| EF3    | 136–165             | 219–266             | 3,4%                | Graves. Destruídos andares completos de casas de construção sólida; prejuízos graves em edifícios de grande dimensão, como centros comerciais; capotamento de comboios; árvores descascadas; automóveis pesados levantados do chão e projetados; estruturas com fundações fracas severamente destruídas.                                                                 | Exemplo de prejuízos para EF3 |
| EF4    | 166–200             | 267–322             | 0,7%                | Extremamente graves. Casas de construção sólida são completamente arrasadas; automóveis e outros objetos de grande dimensão são projetados. | Exemplo de prejuízos para EF4 |
| EF5    | >200                | >322                | <0,1%               | Destruição total. Casas de construção sólida são completamente arrasadas e as fundações deslocadas; as estruturas de betão armado são destruídas; os edifícios mais altos desmoronam ou apresentam deformações estruturais graves. | Exemplo de prejuízos para EF5 |

## No espaço

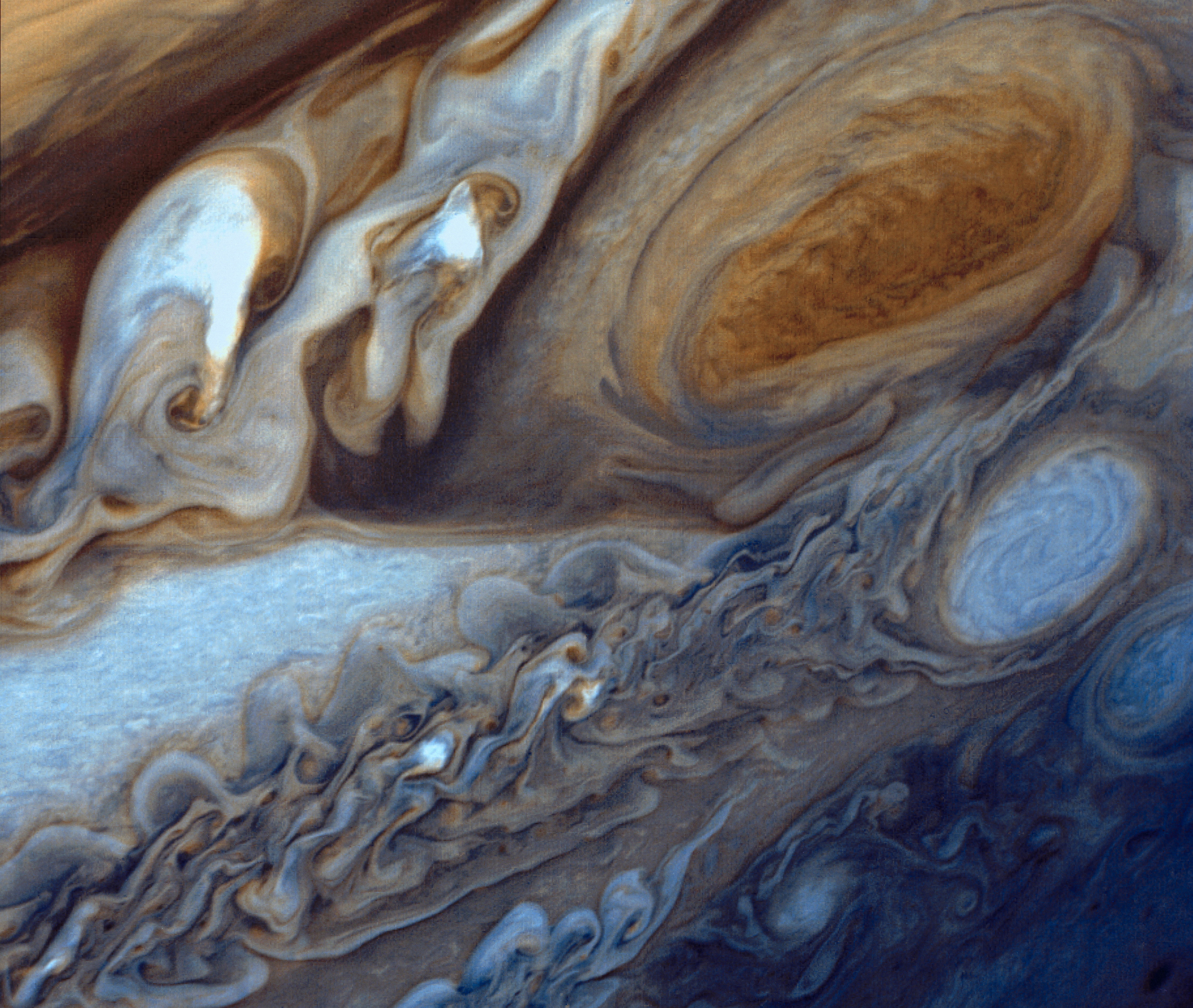
No planeta Júpiter os ventos podem atingir velocidades de 100 m/s e fazem deslocar os gases da atmosfera

O vento solar é significativamente diferente do vento terrestre, uma vez que tem origem no sol e é constituído por partículas carregadas que escaparam da atmosfera solar. O vento planetário é constituído por gases leves que escaparam das atmosferas dos planetas. Ao longo do tempo, o vento planetário pode alterar radicalmente a composição dessas atmosferas. A maior velocidade de vento alguma vez registada ocorreu no disco de acreção do buraco negro IGR J17091-3624, a uma velocidade de aproximadamente 32 000 000 km/h, o que corresponde a 3% da velocidade da luz.

### Noutros planetas
Em Vénus, os fortes ventos de 300 km/h fazem com que as camadas superiores das nuvens completem uma rotação em volta do planeta a cada quatro a cinco dias terrestres. Quando os polos de Marte ficam expostos à luz solar após o inverno, o dióxido de carbono congelado sublima-se, criando ventos fortes que varrem as regiões polares a velocidades de até 400 km/h, transportando uma quantidade significativa de poeira e vapor de água. Em Júpiter, em zonas de correntes de jato são comuns velocidades de vento de 100 metros por segundo. Os ventos de Saturno estão entre os mais velozes do sistema solar. A sonda Cassini–Huygens registou picos de contra-alísios de aproximadamente 375 metros por segundo. Em Urano, os ventos do hemisfério norte atingem velocidades de 240 metros por segundo perto dos 50° de latitude. No topo das nuvens de Neptuno, a velocidade dos ventos prevalentes varia entre 400 m/s no equador e 250 m/s nos pólos. Nos 70º de latitude sul, as correntes de jato de alta velocidade deslocam-se a 300 m/s.

### Vento solar

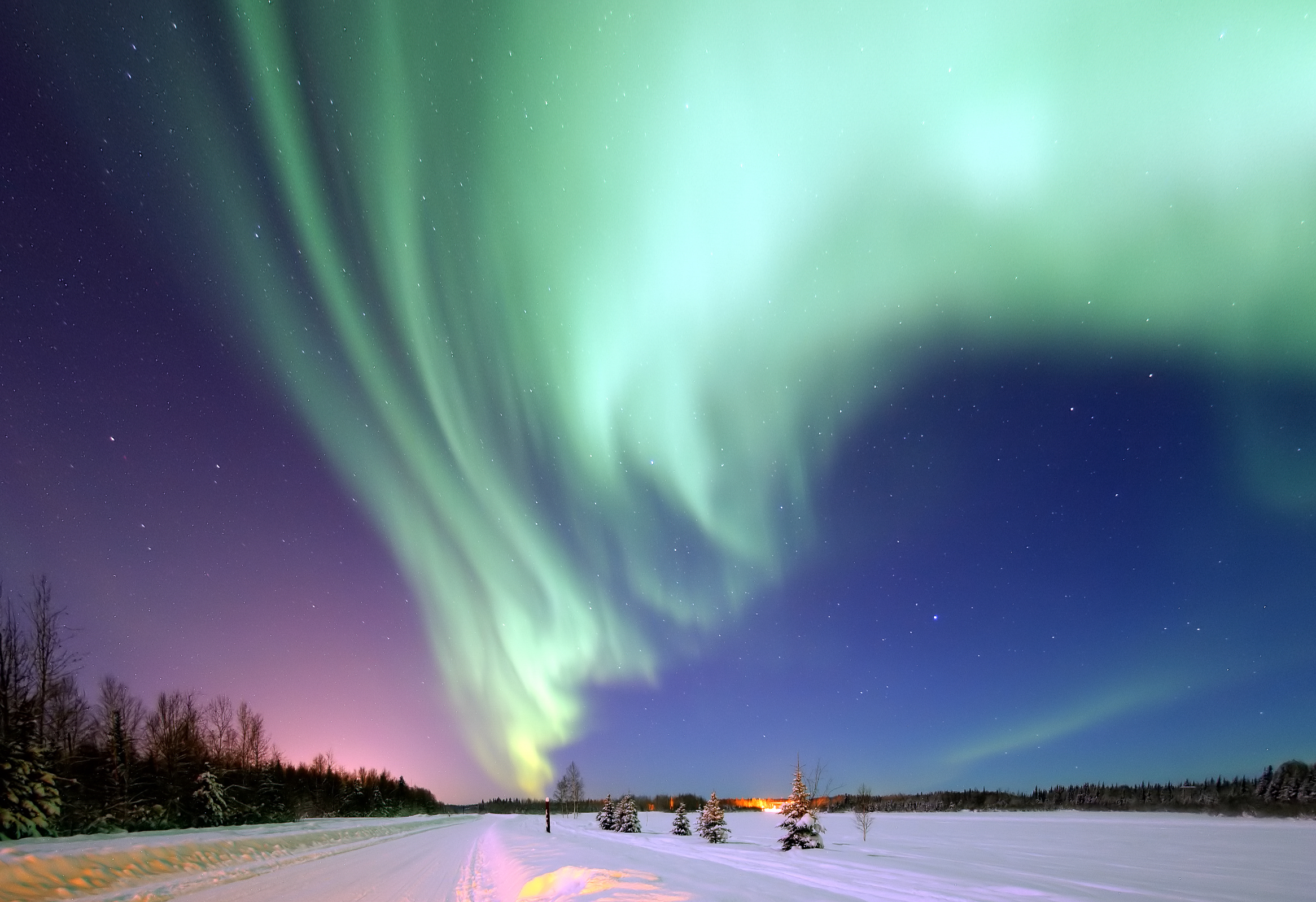
As auroras polares ocorrem devido à interação do vento solar com a magnetosfera da Terra

O vento solar não é constituído por ar, mas sim por uma corrente de partículas carregadas – um plasma – projetadas da camada superior da atmosfera do Sol à velocidade de 400 quilómetros por segundo. Esta corrente consiste fundamentalmente em eletrões e protões com energia de aproximadamente 1 keV e de temperatura e velocidade variável ao longo do tempo. Estas partículas conseguem escapar à gravidade do Sol devido à elevada temperatura da coroa solar e à elevada quantidade de energia cinética que as partículas ganham através de um processo que ainda não é totalmente compreendido. O vento solar cria a heliosfera, uma vasta região no meio interestelar que envolve o sistema solar. Os planetas requerem grandes campos magnéticos de modo a diminuir a ionização da parte superior da atmosfera provocada pelo vento solar. Entre os outros fenómenos causados pelo vento solar estão as tempestades geomagnéticas, capazes de desativar redes elétricas na Terra, as auroras polares e as caudas de plasma dos cometas, as quais apontam sempre na direção oposta ao Sol.

### Vento planetário
O vento na parte superior da atmosfera de um planeta permite que os elementos químicos leves, como o hidrogénio, se desloquem para cima em direção à exosfera. Esses gases podem atingir a velocidade de escape e entrar no espaço sideral sem afetar outras partículas de gases. Este tipo de perda de gases de um planeta em direção ao espaço é denominado vento planetário. Ao longo do tempo geológico, este processo faz com que os planetas ricos em água, como a Terra, evoluam para planetas como Vénus.